# Liste der Stolpersteine im Kölner Stadtteil Lindenthal
Die Liste der Stolpersteine im Kölner Stadtteil Lindenthal führt die vom Künstler Gunter Demnig verlegten Stolpersteine im Kölner Stadtteil Lindenthal auf.
Die Liste der Stolpersteine beruht auf den Daten und Recherchen des NS-Dokumentationszentrums der Stadt Köln, zum Teil ergänzt um Informationen und Anmerkungen aus Wikipedia-Artikeln und externen Quellen. Ziel des Kunstprojektes ist es, biografische Details zu den Personen, die ihren (letzten) freiwillig gewählten Wohnsitz in Köln hatten, zu dokumentieren, um damit ihr Andenken zu bewahren.
Anmerkung: Vielfach ist es jedoch nicht mehr möglich, eine lückenlose Darstellung ihres Lebens und ihres Leidensweges nachzuvollziehen. Insbesondere die Umstände ihres Todes können vielfach nicht mehr recherchiert werden. Offizielle Todesfallanzeigen aus den Ghettos, Haft-, Krankenanstalten sowie den Konzentrationslagern können oft Angaben enthalten, die die wahren Umstände des Todes verschleiern, werden aber unter der Beachtung dieses Umstandes mitdokumentiert.
| Bild | Name sowie Details zur Inschrift | Adresse                                                                | Zusätzliche Informationen |
| --- | --- | ---------------------------------------------------------------------- | --- |
| Stolperstein für Josef Alexander (Bachemer Straße 95) | Hier wohnte Josef Alexander (Jahrgang 1866) Deportiert 1942 Tot am 27. Juli 1942 | Bachemer Str. 95 (Standort)                                            | Der Stolperstein erinnert an Josef Alexander, geboren am 21. September 1866 in Vallendar. Josef Alexander war bis Ende der 1920er Jahre Besitzer eines Schuhladens in der Breite Straße 11. Seinen letzten Kölner Wohnsitz hatte er in der Bachemer Straße 95, wo sich bis zur Zwangsauflösung im März 1941 ein israelitischer Kindergarten befand und danach als sogenanntes „Ghettohaus“ genutzt wurde, in dem jüdische Einwohner Kölns in drangvoller Enge zusammen wohnen mussten. Mit dem ersten großen Transport III/1 vom Rheinland in das Ghetto Theresienstadt wurde Josef Alexander am 15. Juni 1942 deportiert. Dort verstarb er kurze Zeit später am 27. Juli 1942. |
| Stolperstein für Laura Alsberg (Klosterstraße 17) | Hier wohnte Laura Alsberg, geb. Oppenheim (Jahrgang 1861) Deportiert 1942 Theresienstadt ???                                                                                              | Klosterstr. 17 (Standort)                                              | Der Stolperstein erinnert an Laura Johanna Alsberg (geb. Oppenheim), geboren am 20. März 1861 in Köln. Laura Johanna Alsberg war die Ehefrau von Rudolf Alsberg (geb. am 22. Mai 1858; gest. am 13. März 1935 in Duisburg). Rudolf Alsberg war der Mitinhaber eines der größten Kaufhäuser in Duisburg (Gebr. Alsberg AG, Beeckstr. 41), das im Mai 1936 im Zuge der so genannten Arisierung in den Besitz der Helmut Horten AG überging. Das Ehepaar hatte drei Kinder: Hedwig, Änne und Albert. Ihr Mann liegt wurde auf dem Duisburger Waldfriedhof (Flur 7/B 7) begraben, wo auch für Laura Alsberg eine Begräbnisstätte reserviert wurde. Mit dem Transport VII/2 wurde Laura Alsberg am 25. Juli 1942 ins Ghetto Theresienstadt deportiert, wo sie am 6. Januar 1943 auf der Quarantänestation der sog. Jägerkaserne (Haus A II) verstarb. |
| Bild gesucht Der Benutzer GeorgDerReisende ( Diskussion ) wünscht sich an dieser Stelle ein Bild vom Ort mit diesen Koordinaten 50.930291 6.925797 . Motiv: der Stolperstein für Dagmar Auerbach Falls du dabei helfen möchtest, erklärt die Anleitung , wie das geht. BW | Hier wohnte Dagmar Auerbach (Jahrgang 1928) Tamara Jacobs Flucht 1938 Palästina | Nietzschestraße 8 (Standort)                                           | |
| | Hier wohnte Renette Auerbach, geb. Aronson (Jahrgang 1897) Flucht 1938 Palästina | Nietzschestraße 8 (Standort)                                           | |
| Stolperstein für Hans Ballin (Bachemer Straße 235) | Hier wohnte Hans Ballin (Jahrgang 1887) Deportiert 1942 Łódź Tot am 28. März 1942 | Bachemer Str. 235 (Standort)                                           | Der Stolperstein erinnert an Hans Ballin, geboren am 12. März 1887 in Bad Gandersheim. Hans Ballin war das jüngste von sechs Kindern von Louis und Anna Ballin. Hans Ballin war Mitinhaber einer Konservendosenfabrik in Seesen und lebte seit 1935 in Köln. Er war seit dem 29. Dezember 1921 mit der Opernsängerin Albine Nagel (1884–1969) verheiratet. Im Kölner Adressbuch 1938 wird als seine Berufsbezeichnung Kaufmann angegeben. Nachdem er gezwungen wurde, sein Geschäft auszugeben, wurde er zu schwerer körperlicher Arbeit bei der Reichsbahn zwangsverpflichtet. Hans Ballin plante seine Emigration nach England. Um seine Frau nach seiner Flucht zu schützen, beantragte er Scheidung, die am 20. Mai 1939 ausgesprochen wurde. Hans Ballin musste die gemeinsame Wohnung verlassen und zog zu seiner älteren Schwester Else Lippmann. Obwohl ein befreundetes Ehepaar in England für Hans Ballin gebürgt hatte und bereits ein Visum ausgestellt war, wurde seine Ausreise durch den Ausbruch des Zweiten Weltkrieges verhindert. Am 22. Oktober 1941 wurde er mit dem ersten Kölner Transport (Nr. 8) ins Ghetto Litzmannstadt (Łódź) deportiert (Deportationsnr. 275). In der Transportliste wird für ihn 1941 nun die Berufsbezeichnung „Erdarbeiter“ angegeben. Für seine Deportation musste Hans Ballin 95,50 Mark bezahlen, wie in der Deportationsliste vermerkt wurde. Albine Nagel und seine Schwester Else Lippman versuchten mit Hilfe von Paketen und Geldüberweisungen Hans Ballin ein Überleben im Ghetto zu ermöglichen. Er starb am 28. März 1942 in Litzmannstadt. Albine Nagel-Ballin erhielt wegen ihrer Ehe mit einem Juden Auftrittsverbot und wurde aus der Reichskulturkammer ausgeschlossen. Ihr Grabstein, auf dem sich auch eine Gedenkinschrift für ihren Ehemann befand, wurde im Jahre 2015 vom Städtischen Friedhof in Seesen entfernt und geschreddert. |
| Stolperstein für Vera Bergmann (Gleueler Straße 113) | Hier wohnte Vera Bergmann, geb. König (Jahrgang 1878) Interniert Fort V Müngersdorf Vor Deportation Flucht in den Tod 23. Januar 1943                                                     | Gleueler Str. 113 (Standort)                                           | Der am 5. Oktober 2020 verlegte Stolperstein erinnert an Vera Bergmann (geb. König), geboren 1878. |
| Stolperstein für Elsa Buchholz (Theresienstraße 75) | Hier wohnte Elsa Buchholz, geb. Hellwitz (Jahrgang 1900) Deportiert 1941 Łódź Für tot erklärt                                                                                             | Theresienstr. 75 (Standort)                                            | Der Stolperstein erinnert an Elsa Buchholz (geb. Hellwitz), geboren am 18. Oktober 1900 in Mönchengladbach. Elsa Buchholz war mit dem Detmolder Lederhändler Julius Buchholz verheiratet. Das Ehepaar hatte zwei Söhne – Carl Helmut (geb. 1921) und Werner (geb. 1922). Nach der Machtergreifung der Nationalsozialisten wollte die Familie ursprünglich nach Palästina auswandern, was jedoch nicht gelang. So versuchte sie in der Anonymität der Großstadt Köln den Repressalien zu entkommen. 1936 siedelte die Familie zusammen mit Matthias Buchholz nach Köln. Der Sohn Carl Helmut wanderte nach Amerika aus, während Sohn Werner 1938 über England nach Kanada flüchtete und später ein erfolgreicher Hardwareentwickler bei IBM wurde. Beide überlebten im Ausland. Elsa Buchholz wurde zusammen mit ihrem Mann am 30. Oktober 1941 in das Ghetto Litzmannstadt deportiert (Nr. 300), wo sich ihre Spur verliert. Ihr Mann starb im Ghetto am 16. September 1942. Nach neueren Informationen, welche zum Zeitpunkt der Stolpersteinverlegung nicht bekannt waren, wurde Elsa Buchholz im Sommer 1944 von Litzmannstadt (Łódź) nach Kulmhof deportiert und dort ermordet. Ein weiterer Stolperstein wurde für Elsa Buchholz in der Lothringer Str. 51 (Neustadt-Süd) verlegt. Hier findet sich auch ein Stolperstein für ihren Ehemann. |
| Stolperstein für Laura Caspar (Nidegger Straße 4) | Hier wohnte Laura Caspar, geb. Marcus (Jahrgang 1867) Deportiert Ermordet 1943 in Theresienstadt                                                                                          | Nidegger Str. 4 (Standort)                                             | Der Stolperstein erinnert an Laura Caspar (Geb. Marcus), geboren am 16. Mai 1867 in Köln. Die Witwe Laura Caspar war die Tochter von Levy und Johanna Caspar (Geb. Loewendahl). Laura Caspar wurde im Fort V Müngersdorf interniert und von dort aus am 1. August 1943 in das Ghetto Theresienstadt deportiert. Dort ist sie am 1. Oktober 1943 gestorben. |
| Stolperstein für Fanny Dreyfuss (Weyertal 88) | Hier wohnte Fanny Dreyfuss, geb. Hirsch (Jahrgang 1871) Deportiert 1942 Theresienstadt Ermordet 29. Dezember 1942                                                                         | Weyertal 88 (Verlegestelle Ecke An St.Laurentius) (Standort)           | Der am 9. März 2015 verlegte Stolperstein erinnert an Fanny Dreyfuss (geb. Hirsch), geboren am 30. Juli 1871 in Dresden. Die verwitwete Porzellanmalerin der Meißner Porzellanmanufaktur Fanny Dreyfuss wurde, nachdem sie ihre Wohnung im Salierring 48 verlassen musste, im Fort V Müngersdorf inhaftiert. Sie wurde am 15. Juni 1942 dem ersten großen Transport III/1 vom Rheinland in das Ghetto Theresienstadt deportiert. Nach der Todesfallanzeige starb sie am 29. Dezember 1942 im Block 808 des Ghettos an einem „Darmkatharr“. |
| Stolperstein für Dr. Fritz Dreyfuss (Weyertal 88) | Hier wohnte Dr. Fritz Dreyfuss (Jahrgang 1897) Berufsverbot Flucht 1933 Schweiz | Weyertal 88 (Verlegestelle: Ecke An St.Laurentius) (Standort)          | Der am 9. März 2015 verlegte Stolperstein erinnert an Fritz Dreyfuss, geboren am 1. Dezember 1897 in Köln. Fritz Dreyfuss war der Sohn des Kaufmanns Wilhelm Dreyfuss und seiner Frau Fanny. Im Ersten Weltkrieg meldete sich Fritz Dreyfuss trotz mehrfacher, schwerer Verwundung wieder freiwillig zum Fronteinsatz und wurde mehrfach ausgezeichnet.Trotz erheblicher gesundheitlicher Schäden, die er während des Krieges erlitten hat, begann er das Studium der Rechtswissenschaften. Im Jahr 1923 legte er beim Oberlandesgericht Köln das Erste juristische Staatsexamen ab. Im Jahr 1930 bestand er die Zweite juristische Staatsprüfung und heiratete Elisabeth Holz. Im selben Jahr wird der Sohn Hermann Wilfried geboren. Nach dem Abschluss der Prüfungen ging Fritz Dreyfuss als Gerichtsassessor ans Amtsgericht und ab Oktober 1932 ans Landgericht Koblenz. Politisch engagierte er sich in der Deutschen Demokratischen Partei und dem Reichsbanner Schwarz-Rot-Gold. 1933 wurde er am Amtsgericht Köln als Assessor angestellt. Während des Sturms der Nationalsozialisten auf das Kölner Amts- und Landgericht am 31. März 1933 wurde Dreyfuss mit anderen jüdischen Juristen verhaftet und auf einem offenen Müllwagen zum Kölner Polizeipräsidium verbracht. Im Mai 1933 emigriert Fritz Dreyfuss zunächst ohne seine Familie nach Straßburg und bestreitet seinen Lebensunterhalt als Gelegenheitsarbeiter in Frankreich. Am 31. August 1933 wird Fritz Dreyfuss vom Preußischen Justizminister mit sofortiger Wirkung wegen „politischer Unzuverlässigkeit“ aus dem Justizdienst entlassen. Im Januar 1939 wurde seine Tochter Erika Sylvia geboren. Nach dem Ausbruch des Zweiten Weltkrieges wurden die deutschen Flüchtlinge in Frankreich verhaftet und ins Fort Bonnel bei Langres verbracht. Zwei Monate später konnte er fliehen und lebte bis April 1943 mit seiner Familie versteckt in Frankreich. Im April 1943 gelingt er Familie die Flucht in die Schweiz, wo sie bis April 1944 in verschiedenen Lagern ausharren mussten. Nach seiner Freilassung studierte Dreyfuss an der Universität in Basel. Die Familie kehrte nach dem Ende des Krieges nicht mehr nach Deutschland zurück. Bis zu seinem Tod lebte Fritz Dreyfuss in Genf. |
| Stolperstein für Esther Düring (Nietzschestraße 6) | Hier wohnte Esther Düring, geb. Herschaff (Jahrgang 1890) Deportiert Ziel unbekannt | Nietzschestr. 6 (Standort)                                             | Der Stolperstein erinnert an Esther Düring (geb. Herschaff), geboren am 9. August 1890 in Paris. Esther Düring war die Ehefrau des Fabrikanten Leonhard Düring. Das Paar hatte zwei Kinder. Als sich die Lebensbedingungen für jüdische Bürger nach der Machtergreifung der Nationalsozialisten zunehmend verschlechterten, flüchtete die Familie nach Holland und wohnte zunächst mit einer weiteren jüdischen Familie in Noorder Amstellaan 147 III in Amsterdam. Das Eigentum der Familie wurde in der nationalsozialistischen Lippmann, Rosenthal & Co. Sarphatistraat-Raubbank verwaltet, eingezogen und später verwertet. Nach der Besetzung der Niederlande durch die deutsche Wehrmacht wurde Esther Düring verhaftet und ins KZ Bergen-Belsen verschleppt. Am 27. Januar 1944 wurde sie mit dem Transport XXIV/3 (Nr. 42) in das Ghetto Theresienstadt deportiert und von dort am 28. Oktober 1944 mit dem Transport Ev (Nr. 284) nach Auschwitz verbracht, wo sich ihre Spur verliert. Ein weiterer Stolperstein wurde für Esther Düring in der Büsdorfer Straße 2 (Müngersdorf) verlegt. |
| Stolperstein für Leonhard Düring (Nietzschestraße 6) | Hier wohnte Leonhard Düring (Jahrgang 1889) Deportiert Auschwitz Für tot erklärt | Nietzschestr. 6 (Standort)                                             | Der Stolperstein erinnert an Leonhard Düring, geboren am 8. Juli 1889 in Köln. Leonhard Düring war Mitbesitzer der Firma Adolf & Leonhard Düring, die Lötapparate, Heiz- und Kochapparate herstellte. Er war mit Esther Düring, geb. Herschaff verheiratet. Das Paar hatte zwei Kinder. Als sich die Lebensbedingungen für jüdische Bürger nach der Machtergreifung der Nationalsozialisten zunehmend verschlechterten, flüchtete die Familie nach Holland und wohnte zunächst mit einer weiteren jüdischen Familie in Noorder Amstellaan 147 III in Amsterdam. Das Eigentum der Familie wurde in der nationalsozialistischen Lippmann, Rosenthal & Co. Sarphatistraat-Raubbank verwaltet, eingezogen und später verwertet. Nach der Besetzung der Niederlande durch die deutsche Wehrmacht wurde Leonhard Düring verhaftet und ins KZ Bergen-Belsen verschleppt. Am 27. Januar 1944 wurde er mit dem Transport XXIV/3 (Nr. 41) in das Ghetto Theresienstadt deportiert und von dort am 28. September 1944 mit dem Transport Ek (Nr. 1507) nach Auschwitz verbracht, wo er am 30. September 1944 ermordet wurde. Die drei Kinder der Familie, Rudy, Renée und Ellen, haben den Holocaust überlebt. Ein weiterer Stolperstein wurde für Leonhard Düring in der Büsdorfer Straße 2 (Müngersdorf) verlegt. |
| Stolperstein für Bernhard Elbert (Bachemer Straße 10) | Hier wohnte Bernhard Elbert (Jahrgang 1893) Deportiert 1941 Łódź Tod am 10. Juni 1943 | Bachemer Str. 10 (früher Haus-Nr. 28) (Standort)                       | Der Stolperstein erinnert an Bernhard Elbert, geboren am 3. April 1883 in Köln. Der Arbeiter Bernhard (Benno) Elbert wurde gemeinsam mit seiner Frau Elfriede und der gemeinsamen Tochter Lieselotte am 30. Oktober 1941 mit dem zweiten Kölner Deportationszug (16. Transport) in das Ghetto Litzmannstadt deportiert. Hier wohnten sie in der Sulzfelder St. 58/3. Am 10. Juni 1943 starb Bernhard Elbert im Ghetto Litzmannstadt. |
| Stolperstein für Else Elbert (Bachemer Straße 10) | Hier wohnte Else Elbert, geb. Schönau (Jahrgang 1894) Deportiert 1941 Łódź Für tot erklärt                                                                                                | Bachemer Str. 10 (früher Haus-Nr. 28) (Standort)                       | Der Stolperstein erinnert an Else (Elfriede) Elbert (geborene Schlönau), geboren am 27. Mai 1894 in Warmsen. Die Hausfrau Else Elbert war die Tochter von Moritz Schlönau und seiner Frau Ester, geborene Simon. Else Elbert wurde gemeinsam mit ihrem Mann Benno und der gemeinsamen Tochter Lieselotte am 30. Oktober 1941 mit dem zweiten Kölner Deportationszug (16. Transport) in das Ghetto Litzmannstadt deportiert. Hier wohnten sie in der Sulzfelder St. 58/3. Am 5. Dezember 1943 starb Else Elbert im Ghetto Litzmannstadt. |
| Stolperstein für Lieselotte Elbert (Bachemer Straße 10) | Hier wohnte Lieselotte Elbert (Jahrgang 1924) Deportiert 1941 Łódź Für tot erklärt | Bachemer Str. 10 (früher Haus-Nr. 28) (Standort)                       | Der Stolperstein erinnert an Lieselotte Sophie Elbert, geboren am 28. Juli 1924 in Köln. Die Schneiderin Lieselotte Elbert war die Tochter von Bernhard Elbert und seiner Frau Else, geborene Schlönau. Lieselotte Elbert wurde gemeinsam mit ihren Eltern am 30. Oktober 1941 mit dem zweiten Kölner Deportationszug (16. Transport) in das Ghetto Litzmannstadt deportiert. Hier wohnten sie in der Sulzfelder St. 58/3. Am 23. Juni 1944 wurde Lieselotte Elbert in das Vernichtungslager Kulmhof verbracht. Dort verliert sich ihre Spur. |
| Stolperstein für Willi Elsbach (Haydnstraße 5) | Hier wohnte Willi Elsbach (Jahrgang 1884) Deportiert 1941 Łódź / Litzmannstadt Ermordet 3. April 1942                                                                                     | Haydnstr. 5 (Standort)                                                 | Der am 21. Oktober 2015 verlegte Stolperstein erinnert an Wilhelm (Willi) Elsbach, geboren am 8. Juni 1884 in Dortmund-Hoerde. Der Kaufmann und Ingenieur Willi Elsbach war der Sohn von Levy Elsbach und seiner Frau Emilia, geborene Goldschmid. Willi Elsbach wurde am 30. Oktober 1941 mit dem zweiten Kölner Deportationszug (16. Transport) in das Ghetto Litzmannstadt deportiert, dort starb er am 3. April 1942. Seine Schwester Marta überlebte den Holocaust. |
| Stolperstein für Emma Feibelmann (Meister-Ekkehart-Straße 5) | Hier wohnte Emma Feibelmann, geb. Löwenstein (Jahrgang 1883) Flucht 1940 USA | Meister-Ekkehart-Str. 5 (Standort)                                     | Der am 4. Oktober 2016 verlegte Stolperstein erinnert an Emma Feibelmann. |
| Stolperstein für Ernst Feibelmann (Meister-Ekkehart-Straße 5) | Hier wohnte Ernst Feibelmann (Jahrgang 1917) Flucht 1938 USA | Meister-Ekkehart-Str. 5 (Standort)                                     | Der am 4. Oktober 2016 verlegte Stolperstein erinnert an Ernst Feibelmann. |
| Stolperstein für Richard Feibelmann (Meister-Ekkehart-Straße 5) | Hier wohnte Richard Feibelmann (Jahrgang 1880) Flucht 1940 USA | Meister-Ekkehart-Str. 5 (Standort)                                     | Der am 4. Oktober 2016 verlegte Stolperstein erinnert an Richard Feibelmann |
| Stolperstein für Eugen Frank (Dürener Straße 211) | Hier wohnte Eugen Frank (Jahrgang 1885) Deportiert 1943 Theresienstadt Ermordet | Dürener Str. 211 (Standort)                                            | |
| Stolperstein für Alexandra Franke (Gleueler Straße 113) | Hier wohnte Alexandra Franke, geb. Gutkind (Jahrgang 1863) Deportiert 1942 Theresienstadt Tod am 23. Februar 1944                                                                         | Gleueler Str. 113 (Standort)                                           | Der Stolperstein erinnert an Alexandra Franke (geborene Gutkind), geboren am 31. März 1863 in Berlin. Alexandra Franke wurde am 1. August 1943 mit dem Transport III/9 in das Ghetto Theresienstadt deportiert. In der Transportliste wurde Alexandra Franke als „verwitwet“ eingetragen. Alexandra Franke starb am 23. Februar 1944 im Ghetto Theresienstadt. |
| Stolperstein für Goswin Frenken (Uni-Vorplatz) | Hier lehrte Goswin Frenken (Jahrgang 1887) Gestapohaft 1941 Tod 1944 im KZ Flossenbürg | Albertus-Magnus-Platz (Standort)                                       | Der Stolperstein erinnert an Goswin Frenken, geboren am 2. August 1887 in Hottorf. Goswin Frenken war Professor für Mittlere und Neuere Geschichte an der Universität zu Köln. Frenken studierte Germanistik in Bonn und Berlin. Im Ersten Weltkrieg geriet er in Französische Kriegsgefangenschaft. Nach seiner Freilassung setzte er seine akademische Laufbahn an der Universität zu Köln fort und wurde dort 1922 habilitiert und 1928 zum außerordentlichen Professor ernannt. Im Mai 1933 wurde Goswin Frenken Mitglied der NSDAP. Frenken galt als „leicht verschrobener, engagierter, unbürgerlicher Wissenschaftler“ und als „unpolitischer Eigenbrödler“. Bereits 1933 wurde Frenken wegen „abfälliger Äußerungen über Hitler“ denunziert. Im November 1934 wurde ihm dann der Lehrauftrag entzogen und 1935 nach einigen Führsprachen wieder erteilt. Nach weiteren kritischen Äußerungen über Hitler wurde Frenken von der Gestapo verhaftet und aus der Partei ausgeschlossen. 1936 wurde Frenken in einem Sondergerichtsverfahren freigesprochen jedoch wurde ihm die Lehrbefugnis entzogen. Nach weiteren kritischen Äußerungen wurde Goswin Frenken im April 1937 zu drei Monaten Gefängnis verurteilt und ihm wurde die Doktorwürde entzogen. 1941 kam Frenken in Gestapohaft und wurde im Juli 1944 im KZ Flossenbürg inhaftiert, wo er am 23. Januar 1945 verstarb oder ermordet wurde. Ein weiterer Stolperstein wurde vor seinem Wohnhaus Erftstraße 16 (Neustadt-Nord) verlegt. |
| | Hier wohnte Carl Max Gans (Jahrgang 1895) gedemütigt/entrechtet Flucht 1939 England 1940 USA                                                                                              | Amalienstraße 4 (Standort)                                             | |
| Stolperstein für Dora Gans (Uhlandstraße 72) | Hier wohnte Dora Gans, geb. Goldschmidt (Jahrgang 1876) Deportiert 1942 Theresienstadt Minsk Ermordet                                                                                     | Uhlandstr. 72 (Standort)                                               | Der Stolperstein erinnert an Dora Gans, geboren am 21. März 1876 in Brake. Dora Gans, geborene Goldschmidt war mit Emanuel Gans verheiratet. Gemeinsam wurden sie am 27. Juli 1942 mit dem Transport III/2 in das Ghetto Theresienstadt deportiert. Von dort aus wurden sie am 19. September 1942 mit dem Transport Bo in das Vernichtungslager Treblinka verbracht. Dort verliert sich ihre Spur. |
| | Hier wohnte Elise Charlotte Gans, geb. Plaut (Jahrgang 1904) gedemütigt/entrechtet Flucht 1939 England 1940 USA                                                                           | Amalienstraße 4 (Standort)                                             | |
| Stolperstein für Emanuel Gans (Uhlandstraße 72) | Hier wohnte Emanuel Gans (Jahrgang 1866) Deportiert 1942 Theresienstadt Minsk Ermordet | Uhlandstr. 72 (Standort)                                               | Der Stolperstein erinnert an Emanuel Gans, geboren am 21. Dezember 1866 in Hörde. Emanuel Gans war mit Dora Gans, geborene Goldschmidt verheiratet. Gemeinsam wurden sie am 27. Juli 1942 mit dem Transport III/2 in das Ghetto Theresienstadt deportiert. Von dort aus wurden sie am 19. September 1942 mit dem Transport Bo in das Vernichtungslager Treblinka verbracht. Dort verliert sich ihre Spur. |
| | Hier wohnte Herbert Julius Gans (Jahrgang 1927) gedemütigt/entrechtet Flucht 1939 England 1940 USA                                                                                        | Amalienstraße 4 (Standort)                                             | |
| | Hier wohnte Werner Gans (Jahrgang 1931) gedemütigt/entrechtet Flucht 1939 England 1940 USA                                                                                                | Amalienstraße 4 (Standort)                                             | |
| Stolperstein für Else Gormanns (Uhlandstraße 50) | Hier wohnte und arbeitete Else Gormanns, geb. Schallenberg (Jahrgang 1884) Flucht 1934 Palästina                                                                                          | Uhlandstr. 50 (Standort)                                               | Der am 5. Oktober 2020 verlegte Stolperstein erinnert an Else Gormanns (geb. Schallenberg), geboren 1884. |
| Stolperstein für Paul Gormanns (Uhlandstraße 50) | Hier wohnte Paul Gormanns (Jahrgang 1919) Flucht 1934 Palästina | Uhlandstr. 50 (Standort)                                               | Der am 5. Oktober 2020 verlegte Stolperstein erinnert an Paul Gormanns, geboren 1919. |
| Stolperstein für Willy Gormanns (Uhlandstraße 50) | Hier wohnte Willy Gormanns (Jahrgang 1910) Flucht 1934 Palästina | Uhlandstr. 50 (Standort)                                               | Der am 5. Oktober 2020 verlegte Stolperstein erinnert an Willy Gormanns, geboren 1910. |
| Stolperstein für Hedwig Hammel (Weyertal 57) | Hier wohnte Hedwig Hammel, geb. Sander (Jahrgang 1872) Freitod am 23. Januar 1943 | Weyertal 57 (Standort)                                                 | Der Stolperstein erinnert an Hedwig Hammel, geboren am 3. Juni 1872 in Offenbach am Main. Ihre Eltern waren Abraham und Helene Sander geb. Löwenstein. Sie starb am 23. Januar 1943 im Fort V Müngersdorf an einer Überdosis Schlaftabletten. Im Fort V wurden Juden, die man aus ihren Wohnungen vertrieben hatte, zunächst in einem Barackenlager untergebracht, bevor von dort aus die Transporte in die Vernichtungslager erfolgten. |
| Stolperstein für Leo Hammel (Weyertal 57) | Hier wohnte Leo Hammel (Jahrgang 1893) Deportiert Für tot erklärt | Weyertal 57 (Standort)                                                 | |
| Stolperstein für Emma Heymann (Kinkelstraße 9) | Hier wohnte Emma Heymann, geb. Feith (Jahrgang 1872) Flucht 1939 Holland Interniert Westerbork Deportiert 1943 Sobibor Ermordet 23. Juli 1943                                             | Kinkelstr. 9 (Standort)                                                | Der am 11. September 2018 verlegte Stolperstein erinnert an Emma Heymann, geboren am 2. Mai 1872 in Siegburg. Emma Feith wurde als drittes Kind des jüdischen Manufakturwaren- und Fellhändlers Abraham Feith und seiner Ehefrau Sibilla, geb. Mendel-Levinson, in Siegburg geboren. Ihre Mutter starb 1876 an den Folgen einer Explosion. Nach der Heirat mit dem aus Kamen stammenden Textilhändlers Max Heymann ließ sich die Familie in Köln nieder. Max Heymann war Mitinhaber der Schneiderbedarfsgroßhandlung Betzinger & Heymann. Das Ehepaar hatte drei Kinder: Margarete (1899–1990); Fritz (geb. 1902) und Sibilla Gertrud (geb. 1904). Max Heymann starb am 10. Juli 1934 und wurde auf dem Jüdischen Friedhof in Köln-Bocklemünd begraben. Emma Heymann emigrierte gemeinsam mit ihrer jüngsten Tochter Trude im Mai 1939 in die Niederlande. Hier wohnte sie bis zu ihrer Inhaftierung am 3. Dezember 1942 in Amsterdam, Van Tuyll van Serooskerkenweg 38. Nach der Verhaftung wurde sie ins Lager Westerbork verschleppt. Am 20. Juli 1943 wurde sie in das Vernichtungslager Sobibor deportiert, wo sie direkt nach der Ankunft am 23. Juli 1943 ermordet wurde. Auf dem jüdischen Friedhof in Köln-Bocklemünd erinnert eine Inschrift auf dem Grabstein ihres Ehemanns und ihrer Tochter Trude an das Schicksal von Emma Heymann. |
| Stolperstein für Fritz Heymann (Kinkelstraße 9) | Hier wohnte Fritz Heymann (Jahrgang 1902) Flucht 1937 Palästina | Kinkelstr. 9 (Standort)                                                | Der am 19. März 2019 verlegte Stolperstein erinnert an Fritz Heymann, geboren am 18. Mai 1902 in Köln. Fritz Heymann wurde als zweites Kind des jüdischen Kaufmanns Max Heymann und seiner Ehefrau Emma geboren. Seine ältere Schwester war die Keramikerin Margarete Heymann-Loebenstein. Fritz Heymann arbeitete in Köln als Prokurist. Ende der 1920er Jahre zählten zahlreiche Keramiker, u. a. Nora Herz zu seinem Freundeskreis. 1935 heiratete er die in Kassel geborene Rosa Edith Marks. 1936 wurde der erste Sohn des Ehepaares in Köln geboren. Nach einem Besuch von Palästina entschied sich das Ehepaar 1937 zur Flucht. Der Sohn, der zunächst in Deutschland verblieben war, wurde 1938 nachgeholt. In Tel Aviv kaufte Fritz Heymann eine Küchenofenfabrik. 1940 wurde die gemeinsame Tochter Yael geboren. In der Folgezeit zog die Familie nach Kefar-Ono (heute Kirjat Ono). 1945 kam hier das dritte Kind, Tochter Ruth zur Welt. Fritz Heymann wurde Miteigentümer eines Großhandels für Drogerie- und Kosmetikprodukte. Er starb am 20. Mai 1969 in Kirjat-Gat. |
| Stolperstein für Margarete Heymann (Kinkelstraße 9) | Hier wohnte Margarete Heymann, verw. Loebenstein, verh. Marks (Jahrgang 1899) Flucht 1933 Dänemark 1936 England                                                                           | Kinkelstr. 9 (Standort)                                                | Der am 11. September 2018 verlegte Stolperstein erinnert an Margarete Heymann, geboren am 10. August 1899 in Köln. Margarete Heymann wurde als erstes von drei Kindern des jüdischen Kaufmanns Max und seiner Ehefrau Emma Heymann geboren. Nach dem Schulabschluss studierte sie an der Kunstgewerbeschule Köln, der Kunstakademie Düsseldorf und ab 1920 am Bauhaus Weimar bei Johannes Itten und Gerhard Marcks. Am 4. August 1923 heiratete sie den Kaufmann Gustav Loebenstein und gründete im gleichen Jahr zusammen mit ihm und dessen Bruder Daniel Loebenstein die Haël-Werkstätten für Künstlerische Keramik in Marwitz (Brandenburg). Marianne Heymann-Loebenstein entwarf in den Haël-Werkstätten hochwertige Gebrauchskeramik und exportierte bis Anfang der 1930er Jahre ihre Entwürfe nach Europa und die USA. 1928 verunglückten ihr Ehemann und ihr Schwager bei einem Verkehrsunfall. Margarete Heymann-Loebenstein führte den Betrieb alleine weiter. Nach der Machtergreifung der Nationalsozialisten war die jüdische Künstlerin aufgrund der zunehmenden Ausgrenzung jüdischer Mitbürger, der wirtschaftlich schwierigen Lage, in der sich die Keramikindustrie Anfang der 1930er Jahre befand und persönlicher Schicksalsschläge gezwungen, ihre Keramik-Werkstätten 1933 zu schließen und 1934 an den Generalsekretär des deutschen Handwerks, Heinrich Schild zu verkaufen. Grete Heymann-Loebenstein emigrierte am 30. Dezember 1936 über Amsterdam nach Großbritannien und erhielt im britischen Keramikzentrum Stoke-on-Trent eine Anstellung. Ende 1938 gründete sie mit Unterstützung ihres zweiten Ehemanns Harold Marks die Greta-Pottery. Es gelang ihr – auch aufgrund des Kriegsausbruchs – nicht mehr, an ihren Erfolg aus Deutschland anzuknüpfen. Am 11. November 1990 starb Margarete Heymann-Loebenstein-Marks in London. Der Nachlass der Künstlerin befindet sich zu großen Teilen im Jüdischen Museum in Berlin. |
| Stolperstein für Peter Michael Heymann (Kinkelstraße 9) | Hier wohnte Peter Michael Heymann, (Jahrgang 1936) Flucht 1938 Palästina | Kinkelstr. 9 (Standort)                                                | Der am 19. März 2019 verlegte Stolperstein erinnert an Peter Michael Heymann, geboren am 24. Juli 1936 in Köln. Michael Heymann wurde als erstes Kind des jüdischen Prokuristen Fritz Heymann und seiner Ehefrau Edith geboren. Nachdem seine Eltern 1937 nach Palästina emigriert sind, blieb Michael Heymann zunächst bei den Verwandten seiner Mutter in Kassel. 1938 gelangte er über Umwege zu seinen Eltern nach Tel Aviv. Michael Heymann studierte am Technion-Israel Institute of Technology in Haifa Chemieingenieurswissenschaften. 1962 schloss er das Studium mit dem Diplom ab. 1965 promovierte er an der University of Oklahoma in Norman. In den folgenden zwei Jahren bekleidete er eine Assistenzprofessur für Chemieingenieurswissenschaften in Norman. Von 1966 bis 1968 war er bei der Mobil Research and Development Corporation in Princeton tätig. Von 1968 bis 1970 leitete er die Abteilung für Chemische Verfahrenstechnik an der Ben-Gurion-Universität im Negev in Beʾer Scheva. Seit 1970 war er als Professor am Technion-Israel Institute of Technology in Haifa beschäftigt, wo er zeitweilig Vorsitzender der Fakultät für angewandte Mathematik und der Fakultät für Elektrotechnik war. Michael Heymann forschte im Rahmen von Gastprofessuren u. a. an der Fakultät für Elektrotechnik der Universität of Toronto (1974/1975) und am Zentrum für mathematische Systemtheorie der Universität von Florida, Gainesville (1975/76). Seine Forschungsschwerpunkte lagen in dieser Zeit im Bereich Steuerungs- und Systemtheorie. Von 1983 bis 2005 arbeitete Michael Heymann für die NASA und seit 2009 beschäftigt er sich mit der Thematik des Autonomen Fahrens als Berater für General Motors. |
| Stolperstein für Rosa Edith Heymann (Kinkelstraße 9) | Hier wohnte Rosa Edith Heymann, geb. Marks (Jahrgang 1910) Flucht 1938 Palästina | Kinkelstr. 9 (Standort)                                                | Der am 19. März 2019 verlegte Stolperstein erinnert an Rosa Edith Heymann, geboren am 18. Dezember 1910 in Kassel. Edith Marks wurde als zweites Kind des jüdischen Kaufmanns Arthur Marks und seiner Ehefrau Johanna in Kassel geboren. Edith Marks begann Anfang der 1930er Jahre ein Medizinstudium an der Universität Köln. Nach der Machtergreifung der Nationalsozialisten musste sie ihr Studium aufgeben. 1935 heiratete sie Fritz Heymann, im folgenden Jahr wurde der erste Sohn Michael in Köln geboren. Obwohl Edith Heymann in die Vereinigten Staaten emigrieren wollte, folgte sie ihrem Mann nach Palästina. 1940 kam ihre Tochter Yael zur Welt, fünf Jahre später wurde Tochter Ruth geboren. Die Familie wohnte seit Beginn der 1940er Jahre in Kirjat Ono. Edith Heymann starb im Alter von 98 Jahren am 19. September 2009 in Petach Tikwa. |
| Stolperstein für Sibilla Gertrud Heymann (Kinkelstraße 9) | Hier wohnte Sibilla Gertrud Heymann, (Jahrgang 1904) Flucht 1939 Holland versteckt gelebt befreit                                                                                         | Kinkelstr. 9 (Standort)                                                | Der am 19. März 2019 verlegte Stolperstein erinnert an Sibilla Gertrud Heymann, geboren am 2. Dezember 1904 in Köln. Sibille Gertrud (Trude) Heymann wurde 1904 als jüngstes der drei Kinder des jüdischen Kaufmanns Max und seiner Ehefrau Emma Heymann in Köln geboren. Im Mai 1939 flüchtete Trude Heymann mit ihrer Mutter nach Amsterdam. Sie arbeitete als Lehrerin. In Amsterdam wohnte sie bis 1942 zusammen mit ihrer Mutter, zunächst in der Beethovenstraat und ab 1940 im Van Tuyll van Serooskerkenweg 38. Nach der Verhaftung und Deportation ihrer Mutter tauchte Trude Heymann unter und überlebte versteckt die deutsche Besetzung. Am 17. Juni 1947 wanderte sie nach New York aus, kehrte jedoch am 26. November 1952 nach Amsterdam zurück. Im darauf folgenden Jahr kehrte Trude Heymann nach Köln zurück. Sie starb 1975 in den Riehler Heimstätten. |
| Stolperstein für Margarete Hilgers (Franzstraße 52) | Hier wohnte Margarete Hilgers (Jahrgang 1913) Seit 1935 verschiedene Heilanstalten 'Verlegt' 12. Oktober 1943 Heilanstalt Hadamar Ermordet 22. Oktober 1943                               | Franzstr. 52 (Standort)                                                | Der am 21. Oktober 2015 verlegte Stolperstein erinnert an Margarete Hilgers, geboren am 18. März 1913 in Köln-Lindenthal. Margarete Hilgers war katholisch. Seit dem 18. März 1935 war sie Patientin der Anstalt für katholisch weibliche Epileptische zu Immenrath. Später wurde Margarete Hilgers Patientin der Heil- und Pflegeanstalt Hausen. Über die Durchgangsstation der Landes-Heil- und Pflegeanstalt Eichberg wurde sie schließlich, am 12. Oktober 1943, in die Tötungsanstalt Hadamar verlegt wo sie am 22. Oktober 1943 ermordet wurde. Der Stolperstein wurde gestiftet durch die Kollektensammlung der Kirchengemeinde der Johanneskirche (Köln-Sülz) vom 15. November 2015. |
| | Hier wohnte Elfriede Horn, geb. Kruse (Jahrgang 1898) gedemütigt/entrechtet Flucht 1939 Holland versteckt überlebt                                                                        | Lindenburger Allee 26 (Standort)                                       | |
| | Hier wohnte Otto Horn (Jahrgang 1892) gedemütigt/entrechtet Flucht 1939 Holland versteckt überlebt                                                                                        | Lindenburger Allee 26 (Standort)                                       | |
| Stolperstein für David Ichenhäuser (Aachener Straße 409) | Hier wohnte David Ichenhäuser (Jahrgang 1854) Deportiert 1942 Theresienstadt Ermordet 9. August 1942                                                                                      | Aachener Str. 409 (Standort)                                           | Der am 19. März 2019 verlegte Stolperstein erinnert an David Ichenhäuser, geboren am 24. September 1854 in Fürth. David Ichenhäuser war Sohn des Fürther Kaufmanns Jacob Ichenhäuser und seiner Ehefrau Babette (geb. Ollesheuer). 1882 heiratete er die aus Deutz stammende Emma Dülken. Das Ehepaar hatte drei Söhne: Heinrich (geb. 1887, gefallen im I. Weltkrieg), Ernst (geb. 1889); Max (geb. 1992, Ehemann von Gertrud Moises, Tochter von Sigmund und Martha Moises, Stolpersteine Aachener Str. 412). Im Februar 1928 starb seine Ehefrau. Anfang der 1930er Jahre wohnte er mit seinem Sohn in der Roonstraße 61 und war Mitinhaber der Holzhandlung Lenzen, Meyer & Cie. Kurz vor der Deportation musste David Ichenhäuser seine Wohnung in der Aachener Straße 409 verlassen und in ein Ghettohaus in der Beethovenstraße 16 ziehen. Von hier wurde der Witwer David Ichenhäuser am 27. Juli 1942 mit dem Transport III/2 in das Ghetto Theresienstadt deportiert. In Theresienstadt wurde er im Gebäude L211 untergebracht, wo er am 9. August 1942 starb. |
| Stolperstein für Ernst Ichenhäuser (Aachener Straße 409) | Hier wohnte Ernst Ichenhäuser (Jahrgang 1889) Deportiert 1942 Auschwitz Befreit | Aachener Str. 409 (Standort)                                           | Der am 19. März 2019 verlegte Stolperstein erinnert an Ernst Ichenhäuser, geboren am 19. Oktober 1889. Der 1889 in Köln geborene Ernst Ichenhäuser war der zweite von drei Söhnen des jüdischen Kaufmanns David Ichenhäuser und seiner Frau Emma, geb. Dülken. Ernst Ichenhäuser war mit der aus Köln-Buchheim stammenden Ella Elsa Goldschmidt verheiratet. Ernst Ichenhäuser war Mitinhaber der Firma A. H. Dülken und der Holzhandlung Lenzen, Meyer & Cie. 1942 wurde Ernst Ichenhäuser deportiert und 1945 aus dem Vernichtungslager Auschwitz befreit. Seine Ehefrau wurde am 7. Dezember 1941 ins Ghetto Riga deportiert. Von hier aus wurde sie am 9. August 1944 ins KZ Stutthof verschleppt, wo sich ihre Spur verliert. Nach seiner Befreiung wanderte Ernst Ichenhäuser in die Vereinigten Staaten aus und starb hier am 7. Juli 1964. |
| Stolperstein für Ernst Jacob (Aachener Straße 399) | Hier wohnte Ernst Jacob (Jahrgang 1900) Deportiert 1941 Riga Ermordet | Aachener Str. 399 (Standort)                                           | Der am 6. Oktober 2020 neuverlegte Stolperstein erinnert an Ernst Jacob, geboren 1900. |
| Stolperstein für Lotte Julie Jacob (Aachener Straße 399) | Hier wohnte Lotte Julie Jacob, geb. Meyer (Jahrgang 1908) Deportiert 1941 Riga 1944 Stutthof Ermordet                                                                                     | Aachener Str. 399 (Standort)                                           | Der am 6. Oktober 2020 neuverlegte Stolperstein erinnert an Lotte Julie Jacob, geboren 1908. |
| Stolperstein für Dr. Alfred Jacobsohn (Gleueler Straße 188) | Hier wohnte Dr. Alfred Jacobsohn (Jahrgang 1890) Deportiert Sobibor Für tot erklärt | Gleueler Str. 188 (Standort)                                           | Der Stolperstein erinnert an Alfred Jacobsohn, geboren am 23. Juni 1890 in Hagen. Alfred Jacobsohn war ein Oberlandesgerichtsrat. Er machte 1908 sein Abitur und studierte Rechtswissenschaften in Bonn, Berlin und Münster. Im Juni 1911 bestand er sein Referendarsexamen in Hamm und er promovierte im September 1915 in Erlangen. Im Ersten Weltkrieg leistete er Wehrdienst von Januar 1915 bis Dezember 1918 und wurde mit dem Eisernen Kreuz II. Klasse ausgezeichnet. Das Große Staatsexamen legte Jacobsohn im Dezember 1918 ab und wurde zum Gerichtsassessor ernannt. Im Jahr 1921 war er als „ständiger Hilfsarbeiter“ gemeldet. Im November 1925 wurde er Amts- und Landgerichtsrat in Dortmund und 1931 Oberlandesgerichtsrat in Hamm. Als ehemaliger Frontkämpfer blieb Alfred Jacobsohn auch nach 1933 weiter im Amt, wurde aber nach der 1. Verordnung zum Reichsbürgergesetz zum 31. Dezember 1935 in den Ruhestand versetzt. Am 15. November 1938 wurde er verhaftet und in das KZ Dachau verschleppt. Dort war er bis zum 28. November 1938 inhaftiert. Nach der Freilassung lebte Alfred Jacobsohn in der Gleueler Straße 188 in Köln-Lindenthal und flüchtete am 11. Mai 1939 mit seiner Frau Louise (geb. Jacobsohn, 7. Juli 1899 in Goch) nach Hilversum (Niederlande), De Bazelstraat 15. Nach der Besetzung der Niederlande wurde die Familie im März 1943 verhaftet und zunächst in das KZ Herzogenbusch verschleppt und am 31. März 1943 in das Durchgangslager Westerbork deportiert. Von dort wurde das Ehepaar Jacobsohn gemeinsam mit 2509 anderen Inhaftierten am 18. Mai 1943 in das Vernichtungslager Sobibor deportiert und dort ermordet. |
| Stolperstein für Carl Kahn (Gleueler Straße 167) | Hier wohnte Carl Kahn (Jahrgang 1878) Deportiert 1942 Richtung Osten ??? Für tot erklärt                                                                                                  | Gleueler Str. 167 (Standort)                                           | |
| Stolperstein für Julie Kahn (Gleueler Straße 167) | Hier wohnte Julie Kahn, geb. Meyer (Jahrgang 1882) Deportiert 1942 Minsk Für tot erklärt                                                                                                  | Gleueler Str. 167 (Standort)                                           | |
| Stolperstein für Hermann Kahn (Bachemer Straße 95) | Hier wohnte Hermann Kahn (Jahrgang 1870) Deportiert 1942 Theresienstadt | Bachemer Str. 95 (Standort)                                            | |
| Stolperstein für Pauline Kahn (Bachemer Straße 95) | Hier wohnte Pauline Kahn, geb. Loeb (Jahrgang 1873) Deportiert 1942 Theresienstadt Tot am 8. Mai 1944                                                                                     | Bachemer Str. 95 (Standort)                                            | |
| Stolperstein für Selma Katz (Uhlandstraße 74) | Hier wohnte Selma Katz (Jahrgang 1899) Deportiert 1941 Łódź Verschollen | Uhlandstr. 74 (Standort)                                               | Der Stolperstein erinnert an Selma Katz, geboren am 19. Oktober 1899 in Brühl. Die unverheiratete Selma Katz war die Tochter von Leopold Katz und seiner Frau Sophia, geborene Weiss. Selma Katz wurde am 30. Oktober 1941 mit dem zweiten Kölner Deportationszug (16. Transport) in das Ghetto Litzmannstadt deportiert. Von dort aus wurde sie am 3. Mai 1942 in das Vernichtungslager Kulmhof verbracht. Dort verliert sich ihre Spur. |
| Stolperstein für Bertha Kaufmann (Stadtwaldgürtel 65–67) | Hier wohnte Bertha Kaufmann, geb. Kaufmann (Jahrgang 1869) Flucht 1937 Holland Interniert Westerbork Tot 18. April 1943                                                                   | Stadtwaldgürtel 65/67 (Standort)                                       | Der am 11. März 2015 verlegte Stolperstein erinnert an Bertha Kaufmann, geboren am 8. April 1869 in Merzig. Bertha Kaufmann war die Tochter eines „Handelsmannes“ aus dem saarländischen Merzig und war seit 1892 mit dem Textilfabrikanten Daniel Kaufmann verheiratet. Nach dem Tode Daniel Kaufmanns übernahm Bertha 1922 gemeinsam mit ihren Söhnen Fritz (Friedrich) und Ernst die Firma Rollmann & Rose (Trumpf-Strümpfe). Die Witwe Bertha Kaufmann emigrierte gemeinsam mit ihrem Sohn Ernst und seiner Familie 1937 nach Holland, während Sohn Fritz mit seiner Frau in die USA emigrieren konnte. Die Firma Rollmann & Rose blieb noch bis 1938 bestehen, wurde dann arisiert und besteht seit 1939 nicht mehr in Köln. 1942 war sie mit ihrer Familie in Naarden, in der Ostadelaan 39 gemeldet. Später wurde Bertha Kaufmann im Durchgangslager Westerbork inhaftiert. Dort verstarb sie am 18. April 1943 an Entkräftung und wurde am 19. April eingeäschert. Die Urne mit ihrer Asche wurde auf dem jüdischen Friedhof in Diemen (Feld U, Reihe 3, Grab Nr. 3) bestattet. 1948 ließen die überlebenden Angehörigen die Urne von Bertha Kaufmann in das Familiengrab auf dem jüdischen Friedhof Köln (Flur 1, Nr. 7) überführen. |
| Stolperstein für Ernst Kaufmann (Stadtwaldgürtel 65–67) | Hier wohnte Ernst Kaufmann (Jahrgang 1898) Flucht 1937 Holland Interniert Westerbork Deportiert Theresienstadt Ermordet 31. Januar 1945 Auschwitz                                         | Stadtwaldgürtel 65/67 (Standort)                                       | Der Stolperstein erinnert an Ernst Kaufmann, geboren am 26. Januar 1898 in Köln. Ernst Kaufmann war der Sohn von Daniel und Bertha Kaufmann. Nach dem Tode seines Vaters 1922 übernahm Ernst Kaufmann gemeinsam mit seiner Mutter Bertha und seinem Bruder Fritz (Friedrich) die Leitung der 1869 von Abraham Rollmann und Abraham Rose in Köln gegründeten Firma Rollmann & Rose (Trumpf-Strümpfe). Er war mit Ruth Kaufmann-Neustadt verheiratet, gemeinsam hatten sie die Söhne Thomas und Stephan. 1937 emigrierte er mit seiner Familie und seiner Mutter in die Niederlande. Die Firma Rollmann & Rose blieb noch bis 1938 bestehen, wurde dann arisiert und besteht seit 1939 nicht mehr in Köln. 1942 war er mit seiner Familie in Naarden, in der Ostadelaan 39 gemeldet. Nach Internierung im Durchgangslager Westerbork wurde Ernst Kaufmann und seine Familie am 5. April 1944 in das Ghetto Theresienstadt deportiert und von dort aus am 18. Mai 1944 in das Vernichtungslager Auschwitz gebracht. Am 31. Januar 1945 wurde Ernst Kaufmann für Tot erklärt. Seine Grabstätte befindet sich im Familiengrab der Familie Daniel Kaufmann auf dem Jüdischen Friedhof Köln-Bocklemünd. |
| Stolperstein für Friedrich Kaufmann (Stadtwaldgürtel 65–67) | Hier wohnte Friedrich Kaufmann (Jahrgang 1893) Flucht 1938 Holland USA | Stadtwaldgürtel 65/67 (Standort)                                       | Der am 3. April 2017 verlegte Stolperstein erinnert an Friedrich Kaufmann, geboren am 18. Mai 1893. Friedrich (auch Fritz) Kaufmann war der Sohn von Daniel und Bertha Kaufmann. Bertha und ihre Söhne führten seit 1922 gemeinsam die Firma Rollmann & Rose (Trumpf-Strümpfe). Friedrich Kaufmann war mit Hildegard Warschauer verheiratet. Gemeinsam hatten sie einen Sohn und eine Tochter. Sohn Walter konnten sie in die Schweiz in Sicherheit bringen wo er mit 10 Jahren starb. Die Witwe Bertha Kaufmann emigrierte gemeinsam mit ihrem Sohn Ernst und seiner Familie 1937 nach Holland, während Sohn Friedrich mit seiner Frau Hildegard in die USA emigrieren konnte. Die Firma Rollmann & Rose blieb noch bis 1938 bestehen, wurde dann arisiert und besteht seit 1939 nicht mehr in Köln. Friedrich (Fritz) Kaufmann starb am 5. November 1959. Tochter Katherine lebt heute in New York. Seine Grabstätte befindet sich im Familiengrab der Familie Daniel Kaufmann auf dem Jüdischen Friedhof Köln-Bocklemünd. Den Stolperstein stiftete eine 4. Klasse der Olympiaschule Köln-Widdersdorf. |
| Stolperstein für Hildegard Kaufmann (Stadtwaldgürtel 65–67) | Hier wohnte Hildegard Kaufmann, geb. Warschauer (Jahrgang 1900) Flucht 1938 Holland USA                                                                                                   | Stadtwaldgürtel 65/67 (Standort)                                       | Der am 3. April 2017 verlegte Stolperstein erinnert an Hildegard Kaufmann (Geb. Warschauer), geboren am 8. September 1900. Hildegard Warschauer war die Ehefrau von Friedrich (Fritz) Kaufmann. Gemeinsam hatten sie einen Sohn und eine Tochter. Sohn Walter konnten sie in die Schweiz in Sicherheit bringen wo er mit 10 Jahren starb. Hildegard und Friedrich Kaufmann konnten 1938 in die USA emigrieren. Hildegard Kaufmann starb am 10. Juli 1996 in New York. Tochter Katherine lebt heute in New York. Ihre Grabstätte befindet sich im Familiengrab der Familie Daniel Kaufmann auf dem Jüdischen Friedhof Köln-Bocklemünd. Den Stolperstein stiftete eine 4. Klasse der Olympiaschule Köln-Widdersdorf. |
| Stolperstein für Ruth Kaufmann (Stadtwaldgürtel 65–67) | Hier wohnte Ruth Kaufmann, geb. Neustadt (Jahrgang 1909) Flucht 1937 Holland Interniert Westerbork Deportiert Theresienstadt Ermordet 31. Juli 1944 Auschwitz                             | Stadtwaldgürtel 65/67 (Standort)                                       | Der Stolperstein erinnert an Ruth Kaufmann-Neustadt, geboren am 30. August 1909 in Berlin-Charlottenburg. Ruth Neustadt war mit Ernst Kaufmann verheiratet, gemeinsam hatten sie die Söhne Thomas und Stephan. 1937 emigrierte sie mit ihrer Familie in die Niederlande. 1942 war sie mit ihrer Familie in Naarden, in der Ostadelaan 39 gemeldet. Nach der Verhaftung und der Internierung im Durchgangslager Westerbork wurde Ruth Kaufmann-Neustadt und ihre Familie am 5. April 1944 in das Ghetto Theresienstadt deportiert und von dort aus am 18. Mai 1944 in das Vernichtungslager Auschwitz gebracht. Dort starb sie am 7. Juli 1944. Ihre Grabstätte befindet sich im Familiengrab der Familie Daniel Kaufmann auf dem Jüdischen Friedhof Köln-Bocklemünd. |
| Stolperstein für Stephan Kaufmann (Stadtwaldgürtel 65–67) | Hier wohnte Stephan Kaufmann (Jahrgang 1934) Flucht 1937 Holland Interniert Westerbork Deportiert Theresienstadt Ermordet 31. Juli 1944 Auschwitz                                         | Stadtwaldgürtel 65/67 (Standort)                                       | Der Stolperstein erinnert an Stephan Kaufmann, geboren am 7. Dezember 1934 in Chemnitz. Stefan Kaufmann war der Sohn von Ruth und Ernst Kaufmann, gemeinsam mit seinen Eltern emigrierte er am 27. April 1937 in die Niederlande. 1942 war er mit seinen Eltern in Naarden, in der Ostadelaan 39 gemeldet. Nach Inhaftierung am 3. September 1942 im Durchgangslager Westerbork wurde die Familie am 5. April 1944 in das Ghetto Theresienstadt deportiert und von dort aus am 18. Mai 1944 in das Vernichtungslager Auschwitz gebracht. Dort starb er am 7. Juli 1944. Seine Grabstätte befindet sich im Familiengrab der Familie Daniel Kaufmann auf dem Jüdischen Friedhof Köln-Bocklemünd. |
| Stolperstein für Thomas Kaufmann (Stadtwaldgürtel 65–67) | Hier wohnte Thomas Kaufmann (Jahrgang 1933) Flucht 1937 Holland Interniert Westerbork Deportiert Theresienstadt Ermordet 31. Juli 1944 Auschwitz                                          | Stadtwaldgürtel 65/67 (Standort)                                       | Der Stolperstein erinnert an Thomas Kaufmann, geboren am 20. August 1933 in Chemnitz. Thomas Kaufmann war der Sohn von Ruth und Ernst Kaufmann, gemeinsam mit seinen Eltern emigrierte er am 27. April 1937 in die Niederlande. 1942 war er mit seinen Eltern in Naarden, in der Ostadelaan 39 gemeldet. Nach Inhaftierung am 3. September 1942 im Durchgangslager Westerbork wurde die Familie am 5. April 1944 in das Ghetto Theresienstadt deportiert und von dort aus am 18. Mai 1944 in das Vernichtungslager Auschwitz gebracht. Dort starb er am 7. Juli 1944. Seine Grabstätte befindet sich im Familiengrab der Familie Daniel Kaufmann auf dem Jüdischen Friedhof Köln-Bocklemünd. |
| Stolperstein für Walter Kaufmann (Stadtwaldgürtel 65–67) | Hier wohnte Walter Kaufmann (Jahrgang 1927) Flucht Schweiz | Stadtwaldgürtel 65/67 (Standort)                                       | Der am 3. April 2017 verlegte Stolperstein erinnert an Walter Kaufmann, geboren am 30. Mai 1927 in Köln. Walter Kaufmann war der Sohn von Friedrich und Hildegard Kaufmann (Geb. Warschauer). Die Eltern konnten ihn in die Schweiz in Sicherheit bringen wo er am 7. Februar 1938 starb. Seine Grabstätte befindet sich im Familiengrab der Familie Daniel Kaufmann auf dem Jüdischen Friedhof Köln-Bocklemünd. Den Stolperstein stiftete eine 4. Klasse der Olympiaschule Köln-Widdersdorf. |
| | Hier wohnte Dr. Bruno Kisch (Jahrgang 1890) 1935 Lehrerlaubnis entzogen Flucht 1938 USA                                                                                                   | Albertus-Magnus-Platz (Standort)                                       | |
| Stolperstein für Josephine Klein (Uhlandstraße 76) | Hier wohnte Josephine Klein, geb. Stratemeyer (Jahrgang 1872) Seit 1930 verschiedene Heilanstalten 'Verlegt' 1942 Heilanstalt Hadamar Ermordet 4. Oktober 1942                            | Uhlandstr. 76 (Standort)                                               | Der am 21. Oktober 2015 verlegte Stolperstein erinnert an Josephine Klein (geb. Stratemeyer), geboren am 10. Mai 1872 in Köln. Die Witwe Josephine Klein wurde als Barbara Josephine Stratemeyer geboren und war katholisch. Verheiratet war mit dem Dachdecker Peter Klein (geb. 1859; gest. 1907). Josephine Klein litt unter Epilepsie. Seit 1930 wurde sie in verschiedenen Krankenanstalten behandelt. Zunächst in der Psychiatrie- und Nervenklinik Lindenburg (heute Universitätsklinikum Köln), später wurde sie in die „Heilanstalt“ Hadamar verlegt, dort wurde Josephine Klein am 4. Oktober 1942 ermordet. Der Stolperstein wurde gestiftet durch die Kollektensammlung der Kirchengemeinde der Johanneskirche (Köln-Sülz) vom 15. November 2015. |
| Stolperstein für Katharina Lasch (Wüllnerstr. 136) | Hier wohnte Katharina Lasch, geb. Hartmann (Jahrgang 1889) Flucht 1938 England 1939 Südafrika                                                                                             | Wüllnerstr. 136 (Standort)                                             | Die Verlegung des Stolpersteins erfolgte am 13. Juni 2025. |
| Stolperstein für Leonhard Lasch (Wüllnerstr. 136) | Hier wohnte Leonhard Lasch (Jahrgang 1873) Flucht 1938 England 1939 Südafrika | Wüllnerstr. 136 (Standort)                                             | Die Verlegung des Stolpersteins erfolgte am 13. Juni 2025. |
| Stolperstein für Leo Leeser (Wittgensteinstraße 29) | Hier wohnte Leo Leeser (Jahrgang 1871) Deportiert 1942 Theresienstadt Ermordet 15. September 1942                                                                                         | Wittgensteinstr. 29 (Verlegestelle: Wittgensteinstraße 29a) (Standort) | Der Stolperstein erinnert an Leo Leeser, geboren am 1. Mai 1871 in Rosbach. Der Installateur-Meister Leo Leeser war der Sohn von Philip Leeser und Regina Moser. Leo Leeser war verheiratet und Vater zweier Kinder. Auf behördliche Anweisung musste Leo Leeser seinen Betrieb zum Jahresende 1938 schließen. Um die „Judenvermögensabgabe“ begleichen zu können, war er gezwungen, seine Immobilie in der Remigiusstraße zum 31. Dezember 1938 zu verkaufen. Am 15. Juni 1942 wurde Leo Leeser, gemeinsam mit seiner älteren Schwester Sara Herz (geboren 1865) dem ersten großen Transport III/1 vom Rheinland in das Ghetto Theresienstadt deportiert. Dort war er im Gebäude L421 inhaftiert. Nach kurzer, schwerer Krankheit verstarb Leo Leeser am 15. September 1942 im Krankenzimmer des Gebäudes L 317 in Theresienstadt. In der offiziellen Todesfallanzeige des Ghettos wurde als Todesursache „Herzschwäche“ angegeben. Seine Schwester wurde vier Tage nach seinem Tod mit dem Transport Bo in das Vernichtungslager Treblinka deportiert, wo sich ihre Spur verliert. |
| Stolperstein für Bernd Julius Leffmann (Gleueler Straße 192) | Hier wohnte Bernd Julius Leffmann (Jahrgang 1924) Flucht 1939 Holland Interniert Westerbork Deportiert 1943 Auschwitz Ermordet 24. September 1942 Auschwitz                               | Gleueler Str. 192 (Standort)                                           | Der Stolperstein erinnert an Bernd Julius Leffmann, geboren am 20. September 1924 in Berlin. Bernd Julius Bill Israel Leffmann, genannt Bill, wurde als Sohn von Robert und Edith Leffmann geboren. Nachdem der Mutter die Erlaubnis entzogen worden ist, in Berlin zu praktizieren, siedelte die Familie nach Köln über. Am 19. Januar 1939 emigrierte Bernd Julius Leffmann nach Holland. Hier besuchte er die 1934 gegründete Quäkerschule Eerde bei Ommen. Hier wurden parallel zum normalen Schulbetrieb ab 1939 vor allem aus Deutschland geflüchtete Jugendliche auf ein Landleben in Palästina vorbereitet. Am 1. September 1941 mussten die jüdischen Kinder und Jugendlichen das Schloss Eerde verlassen und wurden fortan in einem Nebengebäude der Schule, dem Haus „De Esch“, von jüdischen Lehrern unterrichtet, die ebenfalls nicht mehr im „arischen“ Teil der Schule verbleiben durften. Die Kinder und Jugendlichen wurden am 10. April 1943 in das KZ Herzogenbusch verschleppt. Vom 24. Mai 1943 bis zum 17. Juli 1943 war er in Moerdijk, einem Außenlager des KZ Herzogenbusch interniert, bevor er am 17. Juli 1943 in das Durchgangslager Westerbork deportiert wurde. Hier wurde er nach Interventionen von ehemaligen Lehrern der Quäker-Schule in die sogenannte „Christenbaracke“ verlegt, in denen die Häftlinge gegenüber den jüdischen Mitgefangenen einige kleine Privilegien besaßen. Aus Westerbork sind zahlreiche Briefe überliefert. Von Westerbork wurde er am 21. September 1943 nach Auschwitz deportiert. Nach Angaben von engen Freunden verstarb er hier einer Lungenentzündung und einer Gastroenteritis. |
| Stolperstein für Dr. Edith Leffmann (Gleueler Straße 192) | Hier wohnte Dr. Edith Leffmann, geb. Leffmann (Jahrgang 1894) Flucht 1939 Belgien/Frankreich Interniert Gurs Tätig als Ärztin in der Résistance Überlebt                                  | Gleueler Str. 192 (Standort)                                           | Der Stolperstein erinnert an Edith Leffmann, geboren am 22. Juli 1894 in Köln. Edith Leffmann wurde als Tochter begüterter jüdischer Fabrikanten in Köln geboren. Nach dem Medizin-Studium in Bonn und München und der Promotion arbeitete sie zunächst am Berliner Kinderkrankenhaus, später praktizierte sie bis 1933 in Berlin in der eigenen Kinderarzt-Praxis. Nach der Machtübergabe an die Nationalsozialisten ging sie in ihre Heimatstadt und praktizierte dort bis zum Verbot 1937 als Kinderärztin. Das Ehepaar Robert und Edith Leffmann flüchtete am 17. April 1939 nach Brüssel. Nach dem Tod ihres Mannes im April 1940 emigrierte sie weiter nach Frankreich, wo sie verhaftet und im Camp de Gurs interniert wurde. Hier arbeitete sie als Häftlingsärztin. Nach ihrer Flucht aus dem Internierungslager schloss sie sich der Résistance an. Sie kehrte unter falschem Namen als französische Fremdarbeiterin getarnt während des Krieges nach Deutschland zurück und arbeitete dort im Untergrund. Nach dem Krieg praktizierte sie als Ärztin in Ludwigshafen-Hemshof. Sie war Mitbegründerin und die erste Vorsitzende der Vereinigung der Verfolgten des Naziregimes (VVN) in Rheinland-Pfalz. Edith Leffmann starb am 3. Februar 1984 in Mannheim. |
| Stolperstein für Robert Leffmann (Gleueler Straße 192) | Hier wohnte Robert Leffmann (Jahrgang 1888) Flucht 1939 Belgien Tot 27. April 1940 | Gleueler Str. 192 (Standort)                                           | |
| Stolperstein für Gerda Lenneberg (Frechener Straße 7) | Hier wohnte Gerda Lenneberg, geb. Herz (Jahrgang 1904) Deportiert 1941 Łódź Für tot erklärt                                                                                               | Frechener Str. 7 (Standort)                                            | |
| Stolperstein für Rolf Lenneberg (Frechener Straße 7) | Hier wohnte Rolf Ernst Lenneberg (Jahrgang 1930) Deportiert 1941 Łódź Verschollen | Frechener Str. 7 (Standort)                                            | |
| Stolperstein für Margarethe Levenbach (Weyertal 127) | Hier wohnte Margarethe Levenbach, geb. Salomon (Jahrgang 1890) Deportiert 1941 Łódź/Auschwitz ???                                                                                         | Weyertal 127 (Standort)                                                | Nach neueren Informationen, welche zum Zeitpunkt der Stolpersteinverlegung nicht bekannt waren, wurde Margarethe Levenbach im Mai 1942 von Litzmannstadt (Łódź) nach Kulmhof deportiert und dort ermordet. |
| Stolperstein für Salomon Levenbach (Weyertal 127) | Hier wohnte Salomon Levenbach (Jahrgang 1880) Deportiert 1941 Łódź Auschwitz ??? | Weyertal 127 (Standort)                                                | Nach neueren Informationen, welche zum Zeitpunkt der Stolpersteinverlegung nicht bekannt waren, wurde Salomon Levenbach im Mai 1942 von Litzmannstadt (Łódź) nach Kulmhof deportiert und dort ermordet. |
| Stolperstein für Adolf Levy (Sülzburgstraße 231) | Hier wohnte Adolf Levy (Jahrgang 1906) Deportiert 1941 Łódź Ermordet 1944 | Sülzburgstr. 231 (Standort)                                            | |
| Stolperstein für Erna Levy (Sülzburgstraße 231) | Hier wohnte Erna Levy, geb. Meyer (Jahrgang 1909) Deportiert 1941 Łódź Ermordet | Sülzburgstr. 231 (Standort)                                            | Nach neueren Informationen, welche zum Zeitpunkt der Stolpersteinverlegung nicht bekannt waren, wurde Erna Levy im Sommer 1944 von Litzmannstadt (Łódź) nach Kulmhof deportiert und dort ermordet. |
| Stolperstein für Kurt Levy (Sülzburgstraße 231) | Hier wohnte Kurt Levy (Jahrgang 1928) Deportiert 1941 Łódź Ermordet 1944 | Sülzburgstr. 231 (Standort)                                            | |
| Stolperstein für Else Lippmann (Bachemer Straße 327) | Hier wohnte Else Lippmann, geb. Ballin (Jahrgang 1877) Verhaftet 1942 Gefängnis am Klingelpütz Deportiert 1943 Ermordet in Auschwitz                                                      | Bachemer Str. 327 (Standort)                                           | Der am 12. April 2016 verlegte Stolperstein erinnert an Else Lippmann (geb. Ballin), geboren am 27. November 1877 in Bad Gandersheim. Else Lippmann war das dritte von sechs Kindern von Louis und Anna Ballin. Im Alter von 22 Jahren heiratete sie den Kaufmann Emil Lippmann. Die Familie ließ sich zunächst in der Kölner Altstadt, in der Nähe der Firma Daniel Lippmann nieder und zog später nach Braunsfeld. Nach der Fertigstellung ihres Hauses wohnte die wohlhabende Familie in Köln-Lindenthal. Else Lippmann kümmerte sich intensiv um die Ausbildung ihrer drei Töchter Eva, Gertrud und Käthe. Else Lippmann's jüngerer Bruder Hans Ballin, der mit der Sopranistin Albine Nagel verheiratet war, lebte ebenfalls in Köln. Beide Ehepaare waren eng befreundet. Nach der Machtübernahme der Nationalsozialisten verschärften sich die Repressalien gegenüber der jüdischen Bevölkerung. Nach der Scheidung der Ehen ihrer Tochter Eva Hesse sowie ihres Bruders Hans Ballin von ihren arischen Ehepartnern 1938 bzw. 1939 zogen die älteste Tochter und Hans Ballin in das Haus von Else und Emil Lippmann. Nach dem Tod vom Emil Lippmann kümmerte sich Else Lippmann um den Verkauf des Nachlasses, um ihr Überleben zu sichern. Die bereits nach Amerika emigrierten Verwandten der Familie Ballin bemühten sich um Visas für Else und Eva Lippmann sowie Hans Ballin. Obwohl die Visas im Sommer 1939 bereits vorlagen, verhinderte der Ausbruch des Zweiten Weltkrieges die Ausreise. Hans Ballin wurde 1940 ins Ghetto Litzmannstadt deportiert. Als 1942 Else Lippmann informiert wurde, dass auch sie deportiert werden sollte, tauchte sie mit Hilfe von Freunden in Wiesbaden unter. Ihre Tochter Eva versorgte sie mit Lebensmittelmarken. Die Gestapo verhaftete Else und Eva Lippmann im September 1942 und inhaftierte die Frauen im Kölner Gefängnis Klingelpütz. Else Lippmann wurde vermutlich Ende 1943 über Theresienstadt nach Auschwitz deportiert und 1944 ermordet. |
| Stolperstein für Emil Lippmann (Bachemer Straße 327) | Hier wohnte Emil Lippmann (Jahrgang 1866) Medizinische Behandlung verweigert Tot 6. November 1938                                                                                         | Bachemer Str. 327 (Standort)                                           | Der am 12. April 2016 verlegte Stolperstein erinnert an Emil (Emanuel) Lippmann, geboren am 20. Juni 1866 in Aachen. Emil Lippman war der jüngste Sohn des jüdischen Kaufmanns David Kaufmann, der in Köln einen Kolonialwarengroßhandel betrieb, in dem auch der spätere Kölner Handelsunternehmer Cornelius Stüssgen ausgebildet wurde. Nach der Schulzeit absolvierte Emil Lippmann eine Banklehre in Den Haag. Gemeinsam mit seinem älteren Bruder Ernst übernahm Emil Lippmann den Großhandel und baute ihn weiter aus. Die Firma D. Lippmann handelte mit Kaffee, Tee, Schokolade, Gewürze und Südfrüchte. Nach dem Ersten Weltkrieg eröffneten die Brüder Lippmann ein Filialnetz im südlichen Rheinland, im Westerwald, in Bonn und Köln. Am Kölner Hafen besaß die Firma Kaffeeröstereien. Emil Lippmann heiratete am 19. Mai 1900 Else Ballin. Das Ehepaar hatte drei Töchter (Eva, Gertrud und Käthe). Emil Lippmann gehörte zum Vorstand des Kölner Konservatorium und spielte in einem Kölner Orchester Cello. In seinem Haus fanden häufig Konzerte statt. Bei einer dieser Konzerte lernte die älteste Tochter den Cellisten Karl Hesse kennen, den sie 1924 heiratete. Nach der Machtübernahme der Nationalsozialisten verschlechterte sich aufgrund von Boykottmaßnahmen gegen jüdische Geschäfte die wirtschaftliche Situation der Firma. Seine Tochter Gertrud wanderte 1935 mit ihrem Mann nach Palästina aus, später gelang auch der jüngsten Tochter Käthe die Flucht über Holland nach Amerika. Emil Lippmann und nach seinem Tod seine Frau Else waren gezwungen, mehrere Grundstücke unter Wert zu veräußern. Emil Lippmann starb am 6. November 1938 in Köln im Alter von 72 Jahren. |
| Stolperstein für Eva Lippmann (Bachemer Straße 327) | Hier wohnte Eva Lippmann, verh. Oswalt (Jahrgang 1902) Verhaftet 1942 Gefängnis am Klingelpütz Deportiert 1943 Ravensbrück Todesmarsch Überlebt                                           | Bachemer Str. 327 (Standort)                                           | Der am 12. April 2016 verlegte Stolperstein erinnert an Eva Lippmann, geboren am 2. April 1902 in Köln. Nach dem Ersten Weltkrieg arbeitete Eva Lippmann als Dekorateurin und heiratete 1924 den Cellisten Karl Hesse. Die Ehe scheiterte Ende der 1930er Jahre und wurde 1938 geschieden. Im September 1942 wurde Eva Hesse gemeinsam mit ihrer Mutter verhaftet und in das Kölner Gefängnis Klingelpütz verschleppt. Anfang 1943 wurde sie in das Frauen-KZ Ravensbrück deportiert, wo sie bis zur Auflösung des Lagers im April 1945 Zwangsarbeit für Siemens & Halske leisten musste. Während eines Fliegerangriffs auf dem Todesmarsch konnte sie Ende April 1945 fliehen und wurde völlig entkräftet in ein Krankenhaus in Malchow gebracht. Nach dem Krieg musste sie erfahren, dass ihre einzige Tochter Heidemarie (geboren 1925) bei den Luftangriffen auf Dresden am 13./14. Februar ums Leben gekommen war. Im Jahr 1947 heiratete sie ihren Jugendfreund Heinz-Peter Guttsmann, der während des Krieges im Ghetto Theresienstadt inhaftiert war. Weil das jüdische Ehepaar für sich keine Zukunft im Nachkriegsdeutschland sah, emigrierten sie 1947 in die USA. Bei der Einbürgerung im Juni 1953 änderte sie ihren Namen in Eva Denise Guttsman Ostwalt. Bis ins hohe Alter kämpfte sie für eine Entschädigung für die Zwangsarbeit. Erst im Alter von 97 Jahren bekam sie 1999 eine Entschädigung vom Siemens Humanitarian Relief Fund for Forced Laborers zugesprochen. Im Jahr 1999 veröffentlichte die Publizistin Dagmar Schröder-Hildebrand die Lebenserinnerungen Eva Ostwalts und die im KZ Ravensbrück gesammelten, über 100 Kochrezepte von Häftlingen aus 15 Ländern, die sie während der Haft auf geschmuggelten Arbeitszetteln der Firma Siemens notierte. Die Lebensgeschichte der damals 103-jährigen Eva Ostwalt wurde 2008 von Michael Morton in dem Fernsehfilm Lust am Leben – Mit 103 in Amerika dokumentiert. Eva Ostwalt starb am 13. Mai 2010 im Alter von 108 Jahren in Bethesda (Maryland). |
| Stolperstein für Dr. Paul Loewe (Sielsdorfer Straße 21) | Hier wohnte Dr. Paul Loewe (Jahrgang 1875) Flucht in den Tod 1944 | Sielsdorfer Str. 21 (Standort)                                         | Der Stolperstein erinnert an Paul Loewe, geboren am 31. Oktober 1875 in Bockenheim, damals Kreis Hanau. Loewe konvertierte vom jüdischen zum evangelischen Glauben. Zum Zeitpunkt seines Todes war er verwitwet und pensionierter Studienrat. Er starb am 3. Oktober 1944 im Alter von 68 Jahren an einer Schlafmittelvergiftung im Barackenlager in Köln-Müngersdorf. |
| Stolperstein für Martha Marx (Stadtwaldgürtel 6) | Hier wohnte Martha Marx, geb. Mayer (Jahrgang 1891) Deportiert 1943 Auschwitz Ermordet Feb. 1943                                                                                          | Stadtwaldgürtel 6 (Standort)                                           | Der am 4. Oktober 2016 verlegte Stolperstein erinnert an Martha Marx. |
| Stolperstein für Rudolf Marx (Stadtwaldgürtel 6) | Hier wohnte Rudolf Marx (Jahrgang 1884) Deportiert 1943 Auschwitz Ermordet Feb. 1943 | Stadtwaldgürtel 6 (Standort)                                           | Der am 4. Oktober 2016 verlegte Stolperstein erinnert an Rudolf Marx. |
| Entfernter Stolperstein für Friederike Matthaei (Heinestraße 25) | Hier wohnte Friederike Matthaei, geb. de Wind (Jahrgang 1875) Theresienstadt | Heinestr. 25 (Standort)                                                | Der Stolperstein wurde von Unbekannt(en) entfernt. |
| Stolperstein für Helene Mayer (Stadtwaldgürtel 6) | Hier wohnte Helene Mayer, geb. Stein (Jahrgang 1866) Deportiert 1942 Theresienstadt Ermordet 18. August 1942                                                                              | Stadtwaldgürtel 6 (Standort)                                           | Der am 4. Oktober 2016 verlegte Stolperstein erinnert an Helene Mayer. |
| Stolperstein für Clara Meirowsky (Fürst-Pückler-Str. 42) | Hier wohnte Clara Meirowsky, geb. Wedel (Jahrgang 1873) Flucht 1939 England USA | Fürst-Pückler-Str. 42 (Standort)                                       | Der am 4. Oktober 2016 verlegte Stolperstein erinnert an Clara Meirowsky, geboren 1873. Clara Meirowsky (1873–1954) war die Ehefrau von Emil Meirowsky und die Mutter von Lisamaria (* 1904), Werner Leopold (* 1907) und Arnold (* 1910). Nachdem ihrem Mann 1933 die Lehrbefugnis und 1936 die akademischen Titel entzogen wurden und er 1938 gezwungen wurde, die Praxis aufzugeben, emigrierte die Familie 1939 nach England. Nach dem Krieg erhielt die Familie 1946 das Angebot, nach Köln zurückzukehren. Nachdem das Ehepaar erfahren hatte, dass ihre Tochter Lisamaria in Auschwitz ermordet wurde, weigerte sich Clara jemals wieder nach Deutschland zu reisen. Am 2. Mai 1947 wanderte das Ehepaar mit Sohn Arnold in die Vereinigten Staaten aus. Clara Meirowsky starb 1954 in Davidson, Tennessee. |
| Stolperstein für Lisamaria Meirowsky (Fürst-Pückler-Str. 42) | Hier wohnte Dr. Lisamaria Meirowsky (Jahrgang 1904) Flucht 1938 Holland Interniert Westerbork Deportiert 1942 Auschwitz Ermordet 9. August 1942                                           | Fürst-Pückler-Str. 42 (Standort)                                       | Der Stolperstein erinnert an Lisamaria Meirowsky, geboren am 17. September 1904 in Grudziądz. Lisamaria Meirowsky war eine deutsche Ärztin. Sie konvertierte am 15. Oktober 1933 vom Judentum zum Katholizismus. 1933 flüchtete sie nach Rom und wurde Schwester Maria Magdalena Dominika im III. Orden des hl. Dominikus. 1938 Flucht in die Niederlande. Am 2. August 1942 wurde sie von der Gestapo verhaftet und am 4. August 1942 in das Durchgangslager Westerbork deportiert. Von dort aus wurde sie am 7. August 1942 in das KZ Auschwitz transportiert und am 9. August 1942 umgebracht. Das Erzbistum Köln ernannte Lisamaria Meirowsky zu einer Märtyrerin des Erzbistums Köln. Den Stolperstein stifteten Schülerinnen und Schüler des Erzbischöflichen Irmgardis-Gymnasiums Köln. |
| Stolperstein für Emil Meirowsky (Fürst-Pückler-Str. 42) | Hier wohnte Dr. Emil Meirowsky (Jahrgang 1876) Berufsverbot 1933 Flucht 1939 England USA                                                                                                  | Fürst-Pückler-Str. 42 (Standort)                                       | Der am 11. März 2015 verlegte Stolperstein erinnert an Emil Meirowsky, geboren am 9. März 1876 in Guttstadt. Emil Meirowsky promovierte 1901 nach seinem Medizinstudium in Berlin und Königsberg. Er spezialisierte sich auf die Dermatologie. 1921 wurde er an der Universität zu Köln habilitiert und ein Jahr später zum außerordentlichen Professor ernannt. Meirowsky war Vorsitzender der Kölner Ärztekammer und Mitglied der Deutschen Demokratischen Partei. 1933 erhielt er an der Kölner Universität Berufsverbot. 1939 emigrierte Emil Meirowsky mit seiner Frau und seinem Sohn Arnold nach England. Nach dem Zweiten Weltkrieg 1947 wanderte er in die Vereinigten Staaten aus. Sein überlebender Sohn Arnold wurde in den Vereinigten Staaten ein anerkannter Neurochirurg. Emil Meirowsky starb 1960 in Nashville. |
| Stolperstein für Albert Mendel (Franzstraße 64) | Hier wohnte Albert Mendel (Jahrgang 1875) Deportiert 1942 Theresienstadt Ermordet 17. November 1942                                                                                       | Franzstr. 64 (Standort)                                                | |
| Stolperstein für Dorothea Mendel (Franzstraße 64) | Hier wohnte Dorothea Mendel, geb. Aronstein (Jahrgang 1884) Deportiert 1942 Theresienstadt Ermordet in Auschwitz                                                                          | Franzstr. 64 (Standort)                                                | |
| Stolperstein für Aron Adolf Mondschein (Krieler Straße 11) | Hier wohnte Aron Adolf Mondschein (Jahrgang 1875) Deportiert 1941 Riga Ermordet | Krieler Str. 11 (Standort)                                             | |
| Stolperstein für Mathilde Mondschein (Krieler Straße 11) | Hier wohnte Mathilde Mondschein, geb. Sommer (Jahrgang 1884) Deportiert 1941 Riga Ermordet                                                                                                | Krieler Str. 11 (Standort)                                             | |
| Stolperstein für Ernst Heinrich Mueller (Weyertal 57) | Hier wohnte Ernst Heinrich Mueller (Jahrgang 1875) Deportiert Ziel unbekannt Verschollen                                                                                                  | Weyertal 57 (Standort)                                                 | Ist entweder als Jude oder Angehöriger einer jüdischen Familie deportiert worden. |
| Stolperstein für Käthe Niessen (Virchowstraße 10) | Hier wohnte Käthe Niessen, geb. Leven (Jahrgang 1891) Deportiert 1941 Łódź/Litzmannstadt Ermordet Mai 1942 Chelmno/Kulmhof                                                                | Virchowstr. 10 (Standort)                                              | |
| Stolperstein für Charlott Pincus (Lindenthalgürtel 11) | Hier wohnte Charlott Pincus (Jahrgang 1906) Deportiert 1942 Theresienstadt Izbica Für tot erklärt                                                                                         | Lindenthalgürtel 11 (Standort)                                         | Der Stolperstein erinnert an Charlotte Luise Pincus, geboren am 6. Januar 1906 in Köln. Nach neueren Erkenntnissen wurde Charlotte (nicht Charlott) Pincus nicht nach Theresienstadt, sondern im Juni 1942 nach Sobibor transportiert. Charlotte Pincus wurde als älteste Tochter des aus Posen stammenden Augenarzt Friedrich Pincus und seiner Frau Eugenie, geb. Rothschild in Köln geboren. In den 1930er Jahren arbeitete sie gemeinsam mit ihrem Vater in seiner Praxis im Hohenzollernring 77 und im Israelitischen Krankenhaus von Köln. Am 15. Juni 1942 wurde sie gemeinsam mit über 300 Patienten aus der Heil- und Pflegeanstalt Bendorf-Sayn ins Vernichtungslager Sobibor transportiert. Hier verliert sich ihre Spur. |
| Stolperstein für Friedrich Pincus (Lindenthalgürtel 11) | Hier wohnte Dr. Friedrich Pincus (Jahrgang 1871) Deportiert 1942 Theresienstadt Tot am 6. November 1943                                                                                   | Lindenthalgürtel 11 (Standort)                                         | Der Stolperstein erinnert an Friedrich Pincus, geboren am 16. November 1871 in Posen. Friedrich Pincus wurde als drittes von vier Kindern des jüdischen Kaufmanns Ludwig Pincus und seiner Frau Auguste Golda, geborene Czapski in Posen geboren. Nach seinem Medizinstudium und der Promotion an der Friedrich-Schiller-Universität in Jena, ging Pincus nach Köln, um zunächst als städtischer Armen-Augenarzt, ab 1912 als Leiter der Augenfachabteilung des Israelitischen Krankenhauses zu arbeiten. Nach der Machtergreifung der Nationalsozialisten wurden die Arbeitsmöglichkeiten für jüdische Ärzte zunehmend eingeschränkt, 1938 wurde ihm die Approbation entzogen. Friedrich Pincus wurde am 27. Juni 1942 aus dem Ghettohaus am Horst-Wessel-Platz (heute Rathenauplatz) gemeinsam mit seiner Ehefrau ins Ghetto Theresienstadt deportiert, wo er am 6. November 1943 gestorben ist. |
| Stolperstein für Eugenie Pincus (Lindenthalgürtel 11) | Hier wohnte Eugenie Pincus, geb. Rothschild (Jahrgang 1874) Deportiert 1942 Theresienstadt Tot im Dezember 1944                                                                           | Lindenthalgürtel 11 (Standort)                                         | Der Stolperstein erinnert an Eugenie Pincus (geb. Rothschild), geboren am 23. September 1874 in Trier. Eugenie Rothschild wurde 1874 als Tochter des Justizrates Salomon Rothschild und seiner Frau Hanna in Trier geboren. Nach der Heirat mit dem Augenarzt Friedrich Pincus ließ sich das Ehepaar nieder. In Köln wurden die Kinder Charlotte (geb. 1906) und Ludwig Salomon (geb.1909) geboren. Nach der Machtergreifung der Nationalsozialisten flüchtete der Sohn in die Niederlande, wo er sich nach dem Einmarsch der Wehrmacht 1940 das Leben nahm. Eugenie Pincus wurde am 27. Juni 1942 aus dem Ghettohaus am Horst-Wessel-Platz (heute Rathenauplatz) gemeinsam mit ihrem Ehemann ins Ghetto Theresienstadt deportiert, wo sie am 21. Dezember 1944 gestorben ist. Die Tochter Charlotte wurde ebenfalls 1942 deportiert und im Vernichtungslager Sobibor ermordet. |
| Stolperstein für Hedwig Revesz (Kerpener Straße 9) | Hier wohnte Hedwig Revesz, geb. Hlawatsch (Jahrgang 1881) Deportiert 1941 Łódź-Kulmhof Ermordet 12. September 1942                                                                        | Kerpener Str. 9 (Standort)                                             | Der Stolperstein erinnert an Hedwig Révész, (geb. Hlawatch), geboren am 2. März 1882 in Trautenau, Tschechoslowakei. Hedwig Révész war die Ehefrau von Moritz Révész, gemeinsam wurden sie 1941 nach Litzmannstadt deportiert und 1942 im Vernichtungslager Kulmhof ermordet. Sohn Herbert überlebte den Holocaust. |
| Stolperstein für Moritz Revesz (Kerpener Straße 9) | Hier wohnte Moritz Revesz (Jahrgang 1878) Deportiert 1941 Łódź-Kulmhof Ermordet 12. September 1942                                                                                        | Kerpener Str. 9 (Standort)                                             | Der Stolperstein erinnert an Moritz Révész geboren am 28. Februar 1878 in Ladmoc, Ungarn. Der Straßenbahnfahrer bei der KVB Moritz Révész wurde 1941 gemeinsam mit seiner Frau Hedwig nach Litzmannstadt deportiert und 1942 im Vernichtungslager Kulmhof ermordet. Sohn Herbert überlebte den Holocaust. |
| | Hier wohnte Anna Rubens, geb. Steinweg (Jahrgang 1893) deportiert 1941 Łodz/Litzmannstadt ermordet 1942 Chelmno/Kulmhof                                                                   | Uhlandstraße 10 (Standort)                                             | |
| | Hier wohnte Inge Rubens, geb. Routley (Jahrgang 1921) Flucht 1939 Holland England | Uhlandstraße 10 (Standort)                                             | |
| | Hier wohnte Peter Paul Rubens (Jahrgang 1929) deportiert 1941 Łodz/Litzmannstadt ermordet 1944 Chelmno/Kulmhof                                                                            | Uhlandstraße 10 (Standort)                                             | |
| | Hier wohnte Rudolf Rubens (Jahrgang 1892) deportiert 1941 Łodz/Litzmannstadt ermordet 1942 Chelmno/Kulmhof                                                                                | Uhlandstraße 10 (Standort)                                             | |
| Stolperstein für Erich Sander (Dürener Str. 201) | Hier wohnte Erich Sander (Jahrgang 1903) Verhaftet 1934 Hochverrat Tot 23. März 1944 Zuchthaus Siegburg                                                                                   | Dürener Str. 201 (Standort)                                            | Der Stolperstein erinnert an Erich Sander, geboren am 22. Dezember 1903 in Linz. Erich Friedrich August Sander war ein deutscher Fotograf und der Sohn von August Sander. Er wurde am 11. September 1934 verhaftet und 1935 wegen seiner Widerstandstätigkeit für die SAPD zu einer langjährigen Zuchthausstrafe verurteilt und dokumentierte als Gefängnisfotograf im Zuchthaus Siegburg auf einzigartige Weise das Leben der Häftlinge während des NS-Regimes. Am 23. März 1944 starb Erich Sander im Siegburger Krankenhaus, in das er am 22. März 1944 eingeliefert wurde, nachdem seine starken Leibschmerzen wohl tagelang ignoriert worden waren. Er hatte nur noch ein halbes Jahr bis zu seiner Entlassung vor sich. |
| Stolperstein für Nina Sawina (Immermannstraße 53) | Hier interniert Nina Sawina (Jahrgang 1923) Ukraine 1942 Zwangsarbeiterin Verhaftet 1944 'Rassenschande' 1944 Arbeitsanstalt Brauweiler Von Gestapo erschossen 14. Februar 1945           | Immermannstr. 53 (Standort)                                            | Der Stolperstein erinnert an Nina Sawina, geboren am 21. September 1923 in Stalino (heute Donezk), Ukraine. Nina Sawina wurde mit ihrer jüngeren Schwester Lisa am 30. März 1942 als Zwangsarbeiterin nach Deutschland verbracht. Hier arbeitete sie in einer Maschinenfabrik in Morsbach. Als einzige Zwangsarbeiterin mit Deutsch-Kenntnissen versuchte sie sich bei der Lageraufsicht für sich und ihre Leidensgenossinnen einzusetzen. Daraufhin wurde ihr vorgeworfen, sich als „Rädelsführerin“ betätigt zu haben und sie wurde am 28. Mai 1942 verhaftet und von der Kölner Gestapo in ein Arbeitserziehungslager nach Köln gebracht. Nach ihrer Entlassung arbeitete sie im Hotel Kölner Hof als Zimmermädchen. Am 9. Juli 1942 zeigte ihr Arbeitgeber sie wegen eines „intimen Verhältnisses“ zu einem Kölner Bürger bei der Gestapo an. Nina Sawina tauchte zunächst unter, wurde aber am 21. September 1944 erneut verhaftet und im Kölner Gestapogefängnis festgehalten. Später wurde sie an das Gestapokommando Kütter nach Brauweiler überstellt. Am 14. Februar 1945 wurde sie von Walter Hirschfeld in der Nähe der anstaltseigenen Ziegelei in Brauweiler erschossen. |
| Stolperstein für Else Schallenberg (Joseph-Stelzmann-Straße 62) | Hier wohnte Else Schallenberg, geb. Lewinsohn (Jahrgang 1890) Flucht 1935 Palästina | Joseph-Stelzmann-Str. 62 (Standort)                                    | Der am 5. Oktober 2020 verlegte Stolperstein erinnert an Else Schallenberg (geb. Lewinsohn), geboren 1890. |
| Stolperstein für Ida Hannah Schallenberg (Joseph-Stelzmann-Straße 62) | Hier wohnte Ida Hannah Schallenberg (Jahrgang 1921) Flucht 1935 Palästina | Joseph-Stelzmann-Str. 62 (Standort)                                    | Der am 5. Oktober 2020 verlegte Stolperstein erinnert an Ida Hannah Schallenberg, geboren 1921. |
| Stolperstein für Karl Schallenberg (Joseph-Stelzmann-Straße 62) | Hier wohnte Karl 'Kascha' Schallenberg (Jahrgang 1888) Flucht 1935 Palästina | Joseph-Stelzmann-Str. 62 (Standort)                                    | Der am 5. Oktober 2020 verlegte Stolperstein erinnert an Karl Schallenberg, geboren 1888. |
| Stolperstein für Ruth Schallenberg (Joseph-Stelzmann-Straße 62) | Hier wohnte Ruth Schallenberg (Jahrgang 1924) Flucht 1935 Palästina | Joseph-Stelzmann-Str. 62 (Standort)                                    | Der am 5. Oktober 2020 verlegte Stolperstein erinnert an Ruth Schallenberg, geboren 1924. |
| Stolperstein für Benedikt Schmittmann (Uni-Vorplatz) | Hier lehrte Benedikt Schmittmann (Jahrgang 1872) Gestapohaft Ermordet am 13. September 1939 im KZ Sachsenhausen                                                                           | Albertus-Magnus-Platz (Standort)                                       | Der Stolperstein erinnert an Benedikt Schmittmann, geboren am 4. August 1872 in Düsseldorf. Benedikt Schmittmann war Hochschullehrer an der Universität zu Köln, Sozialwissenschaftler und Sozialpolitiker. Er stammt aus einer Kaufmannsfamilie und studierte Kulturwissenschaften in Rom, anschließend Rechtswissenschaften an der Albert-Ludwigs-Universität Freiburg, an der Universität Leipzig und der Rheinischen Friedrich-Wilhelms-Universität Bonn. 1897 promovierte er an der Universität Erlangen. 1903 heiratete Schmittmann die Kölnerin Helene („Ella“) Wahlen, eine Kusine Emma Weyers, der ersten Frau Konrad Adenauers. Benedikt Schmittmann engagierte sich in der Sozialarbeit, insbesondere der Invalidenversicherung und der Bekämpfung der Volkskrankheit Tuberkulose. 1919 wurde er Professor für Sozialwissenschaften an der Universität zu Köln. Nach der Machtergreifung wurde ihm vorgeworfen Konventikel abzuhalten um die Soziallehre der katholischen Kirche zu verbreiten. 1933 wurde er von der SA aus seiner Wohnung verschleppt, in Schutzhaft genommen und mit einem Lehrverbot belegt. Ihm wurde sowohl von den Nationalsozialisten als auch von seinem Freund Konrad Adenauer nahegelegt Deutschland zu verlassen doch Schmittmann blieb in Deutschland und lebte zurückgezogen in seinem Haus in Düsseldorf-Flehe. Am 1. September 1939 wurde er verhaftet und am 8. September 1939 in das KZ Sachsenhausen verbracht. Am 13. September 1939 wurde Schmittmann durch die SS zu Tode getreten. Seiner Witwe Ella Schmittmann gelang es, seinen Leichnam in einem Sarg nach Düsseldorf transportieren zu lassen, wo er auf dem Nordfriedhof bestattet werden konnte. Seine Kölner Kirchengemeinde ehrt ihn mit einer Gedenktafel und Statue in der Pfarrkirche St. Severin und die Stadt Köln ehrt ihn mit einer Figur an ihrem Rathausturm (Nr. 89). Seine Geburtsstadt Düsseldorf hat eine Straße nach ihm benannt. Ein weiterer Stolperstein wurde vor seinem Wohnhaus am Sachsenring 26 (Neustadt-Süd) verlegt. |
| Stolperstein für Josef Siegfried (Heimbacher Straße 13) | Heimbacher Straße 13 wohnte Dr. Josef Siegfried (Jahrgang 1898) Flucht 1934 Polen 1941 Ghetto Lublin 1942 Belzec Ermordet                                                                 | Heimbacher Str. 13 (Standort)                                          | Der am 6. Oktober 2020 verlegte Stolperstein erinnert an Dr. Josef Siegfried, geboren 1898. |
| Stolperstein für Maria Siegfried (Heimbacher Straße 13) | Heimbacher Straße 13 wohnte Maria Siegfried, geb. Schwall; verh. Manheim (Jahrgang 1905) Flucht 1934 Polen Versteckt überlebt                                                             | Heimbacher Str. 13 (Standort)                                          | Der am 6. Oktober 2020 verlegte Stolperstein erinnert an Maria Siegfried (geb. Schwall; verh. Manheim), geboren 1905. |
| Bild gesucht Die Wikipedia wünscht sich an dieser Stelle ein Bild vom hier behandelten Ort. Weitere Infos zum Motiv findest du vielleicht auf der Diskussionsseite . Falls du dabei helfen möchtest, erklärt die Anleitung , wie das geht. BW                             | Hier wohnte Adolph Marcus Silberbach (Jahrgang 1879) Deportiert 1941 Łódź / Litzmannstadt Chełmno / Kulmhof Ermordet Mai 1942                                                             | Dürener Str. 228 (Standort)                                            | Der Stolperstein erinnert an Adolph Marcus Silberbach, geboren 21. Februar 1879 in Salzuflen. Die Verlegung erfolgte am 13. Juni 2025. |
| Bild gesucht Die Wikipedia wünscht sich an dieser Stelle ein Bild vom hier behandelten Ort. Weitere Infos zum Motiv findest du vielleicht auf der Diskussionsseite . Falls du dabei helfen möchtest, erklärt die Anleitung , wie das geht. BW                             | Hier wohnte Ella Silberbach (geb. Baum) (Jahrgang 1882) Deportiert 1941 Łódź / Litzmannstadt Chełmno / Kulmhof Ermordet Mai 1942                                                          | Dürener Str. 228 (Standort)                                            | Der Stolperstein erinnert an Ella Silberbach, geboren 28. September 1882 in Köln. Die Verlegung erfolgte am 13. Juni 2025. |
| Stolperstein für Lina Silberbach (Kringsweg 17) | Hier wohnte Lina Silberbach, geb. Glaser (Jahrgang 1874) Deportiert 1941 Łódź Ermordet | Kringsweg 17 (Standort)                                                | Nach neueren Informationen, welche zum Zeitpunkt der Stolpersteinverlegung nicht bekannt waren, wurde Lina Silberbach im Mai 1942 von Litzmannstadt (Łódź) nach Kulmhof deportiert und dort ermordet. |
| Stolperstein für Carl Spier (Gleueler Straße 163) | Hier wohnte Carl L. Spier (Jahrgang 1900) Flucht 1935 Belgien 1940 Frankreich Interniert Drancy Deportiert 1942 Auschwitz Todesmarsch Ermordet 1. Februar 1945                            | Gleueler Str. 163 (Standort)                                           | Der am 18. April 2018 verlegte Stolperstein erinnert an Carl Ludwig Spier, geboren am 15. Dezember 1900 in Köln. Carl Ludwig Spier war der Sohn von Rudolf und Emma Spier, geb. Wannfried. Sein Vater war Teilhaber der lithografischen Anstalt Stollenwerk & Spier. 1906 verstarb sein Vater im Alter von 43 Jahren. Carl Ludwig Spier besuchte das Gymnasium Kreuzgasse und machte 1918 sein Notabitur am Städtischen Realgymnasium zu Cöln-Nippes. Während seines Studiums lernte er 1921 Hilde Wolff kennen. Der Vater von Hilde Wolff sprach sich zunächst gegen eine Verbindung seiner Tochter mit dem Studenten aus. Im Jahr 1926 wurde Carl L. Spier die Leitung der Schuhfabrik Lingel in Erfurt übertragen. Das Ehepaar ging 1927 nach Erfurt, wo auch die beiden Kinder Marianne (geboren 1930) und Rolf (geboren 1932) geboren wurden. Die Familie floh am 19. November 1935 nach Brüssel zu Hilde Spiers Halbbruder Ernst Wolff. Nach dem Einmarsch der deutschen Truppen wurde er am 11. Mai 1940 in Brüssel verhaftet und ins Gefängnis St. Gilles und anschließend in das Internierungslager Saint Cyprien verschleppt. Kurze Zeit später wurde auch seine Ehefrau mit den Kindern in Saint Cyprien interniert. In den nächsten zwei Jahren wurde die Familie in mehrere Lager in Südfrankreich verbracht. Im August 1942 flüchtete die Familie aus dem Internierungslager und wurde am 26. August 1942 in Cap d'Ail durch Polizisten des Vichy-Regimes verhaftet, aus Frankreich ausgewiesen und in das Sammellager Drancy verbracht. Zusammen mit seiner Frau wurde er am 2. September 1942 mit dem Transport Nr. 27 nach Auschwitz deportiert, die Kinder konnten mit Hilfe des italienischen Diplomaten Angelo Donati in Sicherheit gebracht werden. In Auschwitz wurde er zur Zwangsarbeit in einer Schuhfabrik gezwungen. Ende Januar 1945 wurde das KZ Auschwitz vor der heranrückenden Front aufgelöst und die verbliebenen Gefangenen auf Transporte in Konzentrationslager weiter im Westen geschickt. Auf dem Todesmarsch ins KZ Buchenwald starb Carl L. Spier am 1. Februar 1945. Seine überlebende Tochter Marianne Spier-Donati veröffentlichte 2001 gemeinsam mit Olga Tarcali ihre Lebenserinnerung Rückkehr nach Erfurt. Erinnerungen an eine zerstörte Jugend. Am 9. November 2009 wurde in Erfurt vor dem Haus der Familie, in der ehemaligen Friedrichstraße 1, die erste Denknadel, ein Mahnmal für die verschleppten und ermordeten jüdischen Mitbürger, errichtet. |
| Stolperstein für Hilde Spier (Gleueler Straße 163) | Dr. Hilde Spier, geb. Wolff (Jahrgang 1901) Flucht 1935 Belgien 1940 Frankreich Interniert Drancy Deportiert 1942 Ermordet in Auschwitz                                                   | Gleueler Str. 163 (Standort)                                           | Der am 18. April 2018 verlegte Stolperstein erinnert an Hilde Spier, geboren am 18. Juni 1901 in Köln. Hilde Wolff wurde als Tochter von Bernhard und Selma Wolff in Köln geboren. Hilde Wolff studierte Sprach- und Literaturwissenschaften an der Universität zu Köln und promovierte im Jahr 1923 über die Darstellung des Kindes im 18. Jahrhundert. Nach dem Studium arbeitete Hilde Wolff als Journalistin für Kölner Zeitungen und als Redakteurin für die Zeitschrift Mode und Kunst. Nach der Hochzeit mit Carl Ludwig Spier zog das Ehepaar nach Erfurt. Am 19. November 1935 flüchtete die Familie nach Brüssel. Nach der Verhaftung ihres Ehemanns am 11. Mai 1940 flüchtete sie mit ihren zwei Kindern (Marianne, geb. 1930 und Rolf, geb. 1932) nach Frankreich. In Südfrankreich wurde sie zunächst in verschiedenen Lagern interniert. 1942 kam ihr Mann frei und die Familie lebte kurzzeitig in Cap-d'Ail. Im Zuge der Razzien des Vichy-Regimes im August 1942 wurde die Familie verhaftet und in das Sammellager für Juden nach Nizza verschleppt. Hier trennten sich Carl und Hilde Spier, auf Anraten eines Polizeibeamten, von den Kindern. Die Kinder Rolf und Marianne wurden vom italienischen Diplomaten Angelo Donati gerettet und in einem italienischen Bergdorf versteckt. Das Ehepaar wurde in das Sammellager Drancy verschleppt und von dort am 2. September 1942 mit dem Transport 27 nach Auschwitz deportiert. Da Hilde Spier im KZ Auschwitz nicht registriert wurde, geht man davon aus, dass sie direkt nach Ankunft ermordet wurde. |
| Stolperstein für Bodo Heinz Spiegel (Klosterstr. 90) | Hier wohnte Bodo Heinz Spiegel (Jahrgang 1909) Tot 1945 im KZ Buchenwald | Klosterstr. 90 (Standort)                                              | |
| Stolperstein für Edith Stein (Werthmannstraße 1) | Edith Stein (Jahrgang 1891) 1933–1938 im Karmel Köln Flucht 1938 1938–1942 im Karmel Echt Interniert Westerbork Ermordet 9. August 1942 Auschwitz                                         | Werthmannstr. 1 (Standort)                                             | Der Stolperstein erinnert an Edith Stein, geboren am 12. Oktober 1891 in Breslau. Edith Stein war eine deutsche Philosophin und Frauenrechtlerin jüdischer Herkunft, die 1922 zur katholischen Kirche konvertierte und 1933 Unbeschuhte Karmelitin wurde. Auf Druck des Naziregimes gab Edith Stein im April 1933 ihr Lehramt in Münster auf. Um den Kölner Karmel zu schützen übersiedelte Edith Stein 1938 mit ihrer Schwester Rosa in den Karmel im niederländischen Echt. Edith und Rosa Stein wurden am 2. August 1942 von der Gestapo verhaftet und in das Durchgangslager Westerbork verbracht. Von dort wurden die beiden Schwestern Stein am 7. August in das Vernichtungslager Auschwitz-Birkenau deportiert und dort am 9. August 1942 in der Gaskammer ermordet. Edith Stein wird in der katholischen Kirche als Heilige und Märtyrin der Kirche verehrt. 1998 heiliggesprochen. |
| Stolperstein für Edith Stein (Dürener Straße 89) | Hier lebte als Konventualin Edith Stein (Jahrgang 1891) Im Karmel 1933–1938 Flucht 1938 1938–1942 im Karmel Echt Interniert Westerbork Ermordet 9. August 1942 Auschwitz                  | Dürener Str. 89 (Standort)                                             | Siehe oben (Hier lebte Edith Stein als Konventualin) |
| Stolperstein für Rosa Stein (Werthmannstraße 1) | Hier getauft 24. Dezember 1936 Rosa Stein (Jahrgang 1883) Flucht 1939 1939–1942 im Karmel Echt Interniert Westerbork Ermordet 9. August 1942 Auschwitz                                    | Werthmannstr. 1 (Standort)                                             | Der Stolperstein erinnert an Rosa Stein, geboren am 13. Dezember 1883 in Lublinitz/Oberschlesien. Rosa Stein war eine Schwester Karmelitin Teresia Benedicta vom Kreuz (Edith Stein). Beeinflusst vom Glauben ihrer Schwester Edith suchte Rosa Stein den Kontakt zur katholischen Kirche. Mit Rücksicht auf die Gefühle ihrer Mutter wartete Rosa zunächst noch mit der Taufe. Nach dem Tod der Mutter 1936 wurde Rosa Stein am 24. Dezember 1936 in Köln-Hohenlind getauft. Rosa folgte ihrer Schwester 1939 ins Karmel Echt. Beide Schwestern sowie Lisamaria Meirowsky wurden am 2. August 1942 von der Gestapo verhaftet und über das Durchgangslager Amersfoort in das Durchgangslager Westerbork verbracht. Am 7. August wurden beide Schwestern in das Vernichtungslager Auschwitz-Birkenau deportiert und dort am 9. August 1942 in der Gaskammer ermordet. |
| Stolperstein für Felix Stock (Klosterstraße 43) | Hier wohnte Felix Stock (Jahrgang 1912) Deportiert 1941 Łódź / Litzmannstadt Ermordet Mai 1942 Chelmno / Kulmhof                                                                          | Klosterstr. 43 (Standort)                                              | Der am 6. Oktober 2020 verlegte Stolperstein erinnert an Felix Stock, geboren 1912. |
| Stolperstein für Irma Stock (Klosterstraße 43) | Hier wohnte Irma Stock, geb. Löwenbach (Jahrgang 1918) Deportiert 1941 Łódź / Litzmannstadt Ermordet Mai 1942 Chelmno / Kulmhof                                                           | Klosterstr. 43 (Standort)                                              | Der am 6. Oktober 2020 verlegte Stolperstein erinnert an Irma Stock (geb. Löwenbach), geboren 1918. |
| Stolperstein für Jakob Stock (Klosterstraße 43) | Hier wohnte Jakob Stock (Jahrgang 1869) Deportiert 1942 Theresienstadt Ermordet September 1942 Treblinka                                                                                  | Klosterstr. 43 (Standort)                                              | Der am 6. Oktober 2020 verlegte Stolperstein erinnert an Jakob Stock, geboren 1869. |
| Stolperstein für Klara Stock (Klosterstraße 43) | Hier wohnte Klara Stock, geb. Hertz (Jahrgang 1906) Deportiert 1942 Maly Trostinec Ermordet 24. Juli 1942                                                                                 | Klosterstr. 43 (Standort)                                              | Der am 6. Oktober 2020 verlegte Stolperstein erinnert an Klara Stock (geb. Hertz), geboren 1906. |
| Stolperstein für Rosalia Stock (Klosterstraße 43) | Hier wohnte Rosalia Stock, geb. Schwarz (Jahrgang 1872) Deportiert 1942 Theresienstadt Ermordet September 1942 Treblinka                                                                  | Klosterstr. 43 (Standort)                                              | Der am 6. Oktober 2020 verlegte Stolperstein erinnert an Rosalia Stock (geb. Schwarz), geboren 1872. |
| Stolperstein für Salli Stock (Klosterstraße 43) | Hier wohnte Salli Stock (Jahrgang 1901) Deportiert 1942 Maly Trostinec Ermordet 24. Juli 1942                                                                                             | Klosterstr. 43 (Standort)                                              | Der am 6. Oktober 2020 verlegte Stolperstein erinnert an Salli Stock, geboren 1901. |
| Stolperstein für Eugen Strauss (Theresienstraße 19) | Hier wohnte Eugen Strauss (Jahrgang unbekannt) Ermordet als Geissel in Strassbourg | Theresienstr. 19 (Standort)                                            | Der Stolperstein erinnert an Eugen Strauss. Eugen Strauss leitete bis 1928 mit Sally Strauss die Grafschafter Weinbrennerei, ab 1928 übernahm er mit Karl Strauss die Leitung der Firma, die bereits 1926 eine Fließbandanlage zum Flaschenreinigen, Etikettieren, Verkorken und Abfüllen einsetzte. Die Grafschafter Weinbrennerei hatte ihren Sitz in der Kölner Altstadt, im Klapperhof 15. |
| Stolperstein für Hedwig Henriette Strauss (Theresienstraße 19) | Hier wohnte Hedwig Henriette Strauss, geb. Ditisheim (Jahrgang 1894) Deportiert 1943 Ermordet 1943 in Sobibor                                                                             | Theresienstr. 19 (Standort)                                            | Der Stolperstein erinnert an Hedwig Henriette (Heddy) Strauss, geboren am 20. Dezember 1894 in Binningen (Basel, Schweiz). Hedwig Ditisheim wurde als erstes von drei Kindern des Arztes Max Ditisheim und Gimmi Herrmann geboren. Am 4. Januar 1918 heiratete sie in Basel den promovierten Chemiker Max Jalon. Nach seinem Tod (1923) heiratete sie im Jahr 1927 den Fabrikanten der Grafschafter Weinbrennerei Karl Strauss. 1938 emigrierte sie nach Amsterdam. Am 13. Juli 1943 wurde Hedwig Henriette Strauss gemeinsam mit 1987 anderen jüdischen Mitbürgern von Westerbork nach Sobibor deportiert und dort unmittelbar nach der Ankunft im Rahmen der Aktion Reinhard ermordet. Aus diesem Transport überlebte keiner der Deportierten. |
| Stolperstein für Alexander Weinberg (Aachener Straße 399) | Hier wohnte Alexander Weinberg (Jahrgang 1921) Flucht 1939 Mit Hilfe England | Aachener Str. 399 (Standort)                                           | Der am 6. Oktober 2020 verlegte Stolperstein erinnert an Alexander Weinberg, geboren 1921. |
| Stolperstein für Alfred Weinberg (Aachener Straße 399) | Hier wohnte Alfred Weinberg (Jahrgang 1923) Kindertransport 1939 England 1940 Australien 1943 Palästina                                                                                   | Aachener Str. 399 (Standort)                                           | Der am 6. Oktober 2020 verlegte Stolperstein erinnert an Alfred Weinberg, geboren 1923. |
| Stolperstein für Ernst Weinberg (Aachener Straße 399) | Hier wohnte Ernst Weinberg (Jahrgang 1887) Deportiert 1941 Łódź / Litzmannstadt Ermordet Mai 1942 Chlemno / Kulmhof                                                                       | Aachener Str. 399 (Standort)                                           | Der am 6. Oktober 2020 neuverlegte Stolperstein erinnert an Ernst Weinberg, geboren 1887. Den Stolperstein für Ernst Weinberg stifteten Schülerinnen und Schüler des Georg-Büchner-Gymnasiums Köln-Weiden. |
| Stolperstein für Johanna Weinberg (Aachener Straße 399) | Hier wohnte Johanna Weinberg, geb. Rosenberg (Jahrgang 1894) Deportiert 1941 Łódź / Litzmannstadt Ermordet Mai 1942 Chelmno / Kulmhof                                                     | Aachener Str. 399 (Standort)                                           | Der am 6. Oktober 2020 neuverlegte Stolperstein erinnert an Johanna Weinberg (geb. Rosenberg), geboren 1894. Den Stolperstein für Johanna Weinberg stifteten Schülerinnen und Schüler des Georg-Büchner-Gymnasiums Köln-Weiden. |
| Stolperstein für Otto Weinberg (Aachener Straße 399) | Hier wohnte Otto Weinberg (Jahrgang 1924) Kindertransport 1939 England | Aachener Str. 399 (Standort)                                           | Der am 6. Oktober 2020 verlegte Stolperstein erinnert an Otto Weinberg, geboren 1924. |
| Stolperstein für Alice Wihl (Meister-Ekkehart-Straße 5) | Hier wohnte Alice Wihl, geb. Rey Schicksal unbekannt | Meister-Ekkehart-Str. 5 (Standort)                                     | Der am 4. Oktober 2016 verlegte Stolperstein erinnert an Alice Jeanne Wihl, geborene Rey. Sie heiratete am 21. Januar 1909 in Paris Georg Wihl. Sie überlebte ihren 1955 verstorbenen Ehemann. |
| Stolperstein für Georg Wihl (Meister-Ekkehart-Straße 5) | Hier wohnte Georg Wihl (Jahrgang 1885) Schicksal unbekannt | Meister-Ekkehart-Str. 5 (Standort)                                     | Der am 4. Oktober 2016 verlegte Stolperstein erinnert an Georg Wihl. Georg Wihl wurde am 31. Dezember 1885 in Köln geboren. Am 21. Januar 1909 heiratete er in Paris Alice Jeanne Rey. Nach dem Zweiten Weltkrieg arbeitete er als Handelsvertreter. Er verstarb am 29. November 1955 im Alter von 69 Jahren in seiner Wohnung in Köln-Marienburg. |
| Stolperstein für Emilie Wolff (Theresienstraße 59) | Hier wohnte Emilie Wolff, geb. Heymann (Jahrgang 1879) Deportiert 1942 Theresienstadt Auschwitz Für tot erklärt                                                                           | Theresienstr. 59 (Standort)                                            | Der Stolperstein erinnert an Emilie Wolf (geborene Heymann), geboren am 18. September 1879 in Ahrweiler. Emilie Wolf (auch Emilie Wolff) war die Tochter des Weinhändlers Friedrich Wilhelm Heymann und seiner Frau Sybilla Walter. Am 18. September 1879 heiratete sie den Zigarrenhändler und Fabrikanten David Wolf aus Dinslaken. Am 3. Juli 1912 wurden ihre Zwillingstöchter Sybilla und Johanna geboren. Die Familie Wolf betrieb ihr Cigarrengeschäft in der Neustraße 45 (früher Schlageterstraße 45) in Dinslaken. David Wolf war aktives Mitglied im Central-Verein deutscher Staatsbürger jüdischen Glaubens und wurde 1937 Vorsitzender der Ortsgruppe Dinslaken. Nach Repressalien und Boykotten ihres Geschäftes gaben sie dieses 1937 auf und zogen nach Köln in die Brüsseler Straße 85. Dort starb David Wolf am 18. Juli 1938 und wurde auf dem jüdischen Friedhof Köln-Bocklemünd bestattet. Seine Witwe zog daraufhin in die Theresienstraße 59. Die Töchter Sybilla und Johanna flohen in die Niederlande und wurden über das Durchgangslager Westerbork in das Vernichtungslager Sobibor deportiert und dort ermordet. Emilie Wolf wurde am 27. Juli 1942 mit dem Transport III/2 in das Ghetto Theresienstadt deportiert. In der Transportlist wurde als Wohnadresse das Ghettohaus Cäcilienstraße 18/22 vermerkt. Am 15. Mai 1944 wurde sie mit dem Transport Dz in das Theresienstädter Familienlager im KZ Auschwitz-Birkenau verbracht. Dort wurde Emilie Wolf am 11. Juli 1944 mit den anderen Insassen des Familienlagers BIIb ermordet Für Emilie Wolf, ihre Tochter Sybilla und ihren Schwager Hugo wurden in der Neustraße 45 in Dinslaken weitere Stolpersteine verlegt. |
| Stolperstein für Max Zienow (Virchowstraße 3) | Hier wohnte Max Zienow, (Jahrgang 1891) Verhaftet Jan. 1944 'Wehrkraftzersetzung' Mehrere Gefängnisse Volksgerichtshof Berlin Todesurteil Hingerichtet 9. Oktober 1944 Brandenburg-Görden | Virchowstr. 3 (Standort)                                               | Der am 26. September 2019 verlegte Stolperstein erinnert an Max Zienow, geboren am 12. März 1890 in Saerbeck. Max Zienow war der Sohn des Bautechnikers Max Herman August Zienow und seiner Frau Auguste, geb. Salm. Am 15. März 1890 wurde er in der Pfarrkirche St. Georg in Saerbeck auf den Namen Max Bernard Friedrich Ernest Zienow getauft. Er besuchte die Volksschule und das Gymnasium in Münster. Nach dem Abitur studierte er Architektur an der Ingenieurschule in Münster. Zum Ende des 1. Weltkrieges übersiedelte er nach Köln, wo er am 20. März 1920 Maria Berta Teuber in der Agneskirche heiratete. Die Eheleute bezogen eine Wohnung am Manderscheider Platz in Sülz wo am 16. März 1921 Tochter Maria Augusta Elisabeth geboren wurde. Max Zienow war als Architekt bei der Stadt Köln angestellt. Er gehörte keinem Verein oder Widerstandsgruppe an, aber als Christ und überzeugter Katholik stand er der Ideologie des Nationalsozialismus sehr distanziert gegenüber. In den 1930er Jahren zog die Familie innerhalb Kölns mehrfach um. 1943 wurde Max Zienow von Unbekannten wegen „Kritik am Nazi-Regime“ angezeigt und in seiner Wohnung in der Virchowstraße 3 verhaftet. Im Klingelpütz wurde er mehrere Wochen verhört und zu Arbeitseinsätzen in sog. Außenkommandos eingesetzt, bevor er in das Zuchthaus Siegburg verlegt wurde. Von dort aus wurde er zum Volksgerichtshof nach Berlin gebracht, wo er von Roland Freisler wegen „Wehrkraftzersetzung“ zum Tod verurteilt wurde. Das Todesurteil wurde am 9. Oktober 1944 im Zuchthaus Brandenburg-Görden durch erhängen vollstreckt. Seine Witwe zog mit der gemeinsamen Tochter später nach Köln-Weiden wo seine Urne auf dem Ehrenfriedhofsteil der Opfer von Krieg und Gewaltherrschaft des Alten Weidener Friedhofs bestattet wurde. |